# أحمد بن فضلان
أحمد بن فضلان بن العباس بن راشد بن حمَّاد البغدادي (تاريخا الميلاد والوفاة غير معروفين) هو عالم مسلم ورحالة من القرن العاشر الميلادي، يُشْتَهَرُ ويُعْرَفُ حصرًا من رحلته مع سفارة للدولة العباسية إلى ملك الصقالبة (بلغار الفولغا) في سنة 309 هـ (921م). دوَّن أحمد بن فضلان تفاصيل رحلته في كتابه: «رسالة ابن فضلان: في وصف الرحلة إلى بلاد الترك والخزر والروس والصقالبة»، وهي رحلةٌ نالت حصَّة ضخمة من البَحْث والدراسة على مر السنين لتميُّزها في وصف شعوبٍ عديدة في بلدان وسط آسيا وروسيا بحقبةٍ لم تتوفَّر فيها أي شهاداتٍ عيانٍ أخرى عن تلك الشعوب، وخصوصًا عن الفايكنغ وعاداتهم في دَفْن الموتى.
أحمد بن فضلان ليس معروفًا بشخصه من أي مصدرٍ تاريخي ما عدا رسالته. فالمعلومات الوحيدة المعروفة عنه هي اسمه الكامل كما ورد في الرسالة، وموقعه مولى سابقًا لشخصٍ في حاشية الخليفة العباسي، ودوره في الرحلة نفسها كما وثَّقه بقلمه، ولم يقع الباحثون -عدا عن ذلك- عن أي ذكرٍ له في كتب التراث غير ما اقتُبِسَ ونُقِلَ عن نص رسالته. ويَظْهَرُ أن ابن فضلان كان ضليعًا بالدين الإسلامي ورجل علمٍ وثقافة، ويتكهَّن البعض بأنه كان مولى فارسيًا رغم إتقانه للغة العربية، وأما منصبه وتفاصيل حياته وحتى عُمْرُه فتبقى أمورًا مجهولةً تمامًا. ولم تَكُنْ رحلة ابن فضلان نفسها معروفةً -في السابق- إلا من نقولاتٍ جزئية وردت في كتب الجغرافيِّين المسلمين، وذلك حتى اكتُشِفَتْ في سنة 1924 م مخطوطة مُطوَّلة لرسالته في مدينة مشهد الإيرانية، وما تزال هذه المخطوطة هي النصَّ الأكمل المعروف رسالة ابن فضلان (ولو أن بعض الباحثين يشكُّون في أنها النص الأصلي والكامل للرسالة).
في سنة 309 هـ (921م)، كَلَّفَ الخليفة العباسي المقتدر بالله أحمد بن فضلان بالانضمام إلى سفارةٍ وجهَّها من عاصمته بغداد إلى مدينة بلغار (حاليًا في دولة روسيا)، وهي آنذاك عاصمة دولة الصقالبة أو بلغار الفولغا. كان السَّبب في إرسال هذه السفارة جوابًا على طلبٍ من حاكم الصقالبة ألمش بن شيلكي، الذي أشهر إسلامه حديثًا وقتذاك، وأراد إقامة حلفٍ مع الدولة العباسية يعينه في مقاومة سطوة دولة الخزر اليهود الذين فرضوا عليه التبعيَّة لهُم. كان هدف السفارة أن تَحْمِلَ إلى حاكم الصقالبة هدايا وأموالاً ليبني فيها مسجدًا وحصنًا يحتمي به من هجمات الخزر، وأن يرافقها فقهاء ومُعلِّمون يُلقِّنون أهل بلغار تعاليم الإسلام، ولم تتحقَّق هذه الأهداف كاملةً لأسباب عِدّة؛ رغم نجاح السفارة في الوصول إلى بلغار بعد رحلة استغرقت نحو عام.
تصف رسالة ابن فضلان شتى الشعوب والبلدان التي قابلها أثناء رحلته من بغداد إلى بلغار. ففيها أوصافٌ مُفصَّلة لعبوره مدنًا إسلامية منها: بخارى وخوارزم وجرجانية، وأوصافٌ نادرةٌ جدًا لشعوب منها: الأتراك الغُزِّية وغيرهم من الشعوب التركية غير المسلمة حينذاك في غرب السهوب الأوراسية، والصقالبة أو البلغار الذين قصدهم ابن فضلان في رحلته، والخزر الذين ربما يكون ابن فضلان قد عبر بلادهم في طريق عودته، و"الروسية" أو الفايكنغ، الذين يُعْتَبَرُ وصفه لهم ذا أهمية خاصَّة لأنه من أوائل الأوصاف الواردة في التاريخ للتجار الإسكندنافيين في بلاد روسيا الحالية، ولأنه يتضمَّن وصف شاهد العيان الوحيد المعروف لطقوس الفايكنغ في الدَّفْن بالسُّفُن، أي بإحراق جثمان الميّت داخل سفينة.
نالت رسالة ابن فضلان نصيبًا كبيرًا من الاهتمام والبحث والدراسة منذ القرن التاسع عشر، وتجدَّد الاهتمام فيها بقُوَّة منذ اكتشاف مخطوطة مشهد، بل وامتدَّ إلى الثقافة العامة، فاشتُقَّت عنها أعمال أدبية وسينمائية من أشهرها: رواية أكلة الموتى والفلم الأمريكي المشتقِّ عنها المحارب الثالث عشر، إضافةً إلى المسلسل السوري سقف العالم. بل وتكتسب الرحلة أهميةً خاصةً في إقليم تتارستان الذي تقع فيه حاليًا مدينة بلغار الروسية، إذ يْحْتَفَى فيها سنويًا بذكرى وصول ابن فضلان إلى المدينة في 14 مايو سنة 922 م.

## أصله وحياته

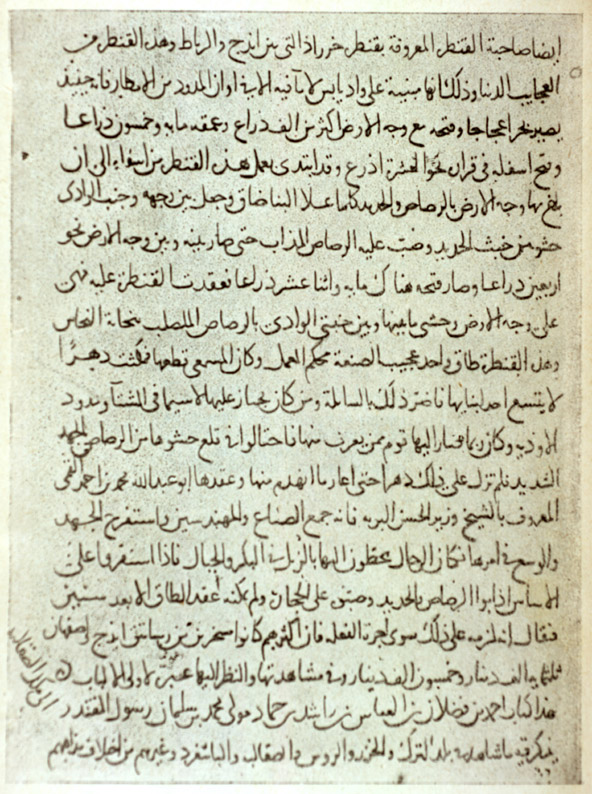
مخطوط لابن فضلان من القرن العاشر الميلادي

لم يَذْكُرْ أحمد بن فضلان شيئًا عن شخصه ولا حياته في رسالته عدا اسمه الكامل (وهو: أحمد بن فضلان بن العباس بن راشد بن حمَّاد)، وأنه كان مولى لوالي مصر العباسي: محمد بن سليمان الكاتب، وبحسب ياقوت الحموي فإن ابن فضلان غدا -لاحقًا- مولى للخليفة العباسي المقتدر بالله، الذي أوفده في رحلته.
ويتناقض حتى اسم "أحمد" في عنوان رسالته مع ما يَرِدُ لاحقًا في الرسالة حينما يقول له رجلٌ أشهر إسلامه: «أريد أن تُسمِّيني باسمك: "محمدًا"»، وهو تناقضٌ ربما ينجم عن تصحيفٍ من الناسخ. ويتوقَّف سامي الدهان كذلك عند اسم الكنية أو الأب: "فضلان"، وهو اسمٌ -رغم وزنه العربي- لم يَردْ في الأسماء المشهورة لذلك العصر، وربما يعود هذا لأصله الأعجمي، ولو أن هذا يتناقضُ كذلك مع قول ملك الصقالبة لأحمد بن فضلان في أحد مواضع الرسالة: «إنما أعرفك أنت، وذلك أن هؤلاء قوم عجم» (أي: أن أصحابه في السفارة قوم عجم)، ومن غير المعروف ما لو كان القَصْد من ذلك هو أن "ابن فضلان" عربي اللسان أم عربي الأصل.
يقول جمال الدين فالح الكيلاني: «الرحالة "ابن فضلان" غير معروفٍ إلا من نصّ رسالته ذاتها»، إذ لم يَرِدْ ذكره ولا ذكر سفارته في كتب عصره ولا في مصدرٍ معروفٍ من مصادر التاريخ إلا في الرسالة التي دوَّنها بنفسه، وفيما اقتبسه عنها بعض الجغرافيّين. وربما يشير هذا إلى قلَّة تقدير أدب الرحلة والرحَّالة في زمنه. و"ابن فضلان" هو من أوائل الرحالة المسلمين الذين وصلت أخبارهم إلى الزمن الحاضر، ولم يَسْبِقْه إلا قلَّة منهم سليمان التاجر في القرن التاسع، وتبعه بعد فترة قصيرة المسعودي في القرن العاشر، فقد كان "ابن فضلان" من الطليعة في توثيق رحلته ضمن أدب الرحلات.

لوحة للفنان التتري ن. خاجياكميتوف تُظهر ابن فضلان يقرأ كتاب الخليفة المقتدر على ألمش بن يلطوار.

تشير تحليلات واستنباطات المؤرخِّين إلى أن والد أحمد بن فضلان كان ضابطًا مهمًّا في الجيش العباسي، وإلى أن ابن فضلان كان كاتبًا في حاشية الخليفة المقتدر بالله ورجلًا ضليعًا بالفقه والعلم الإسلامي، ولعل علمه هذا كان سببًا رئيسيًا في إيفاده، إذ درجتِ العادة آنذاك على تولية العلماء والفقهاء في السفارات. ويُظَنُّ أن أصله كان أعجميًا لأنه من الموالي، وربما فارسيًا بالتحديد، وأنه تدرَّج بالمناصب في الدولة إثر خبرته حتى حاز مكانةً عند الوزير حامد بن العباس. ويظهر أن "ابن فضلان" كان متقنًا للغة العربية دون غيرها، وذلك بدلالة أنه جمعَ في سفارته رجالًا يجيدون لغات البلاد التي ابتُعِثَ إليها، وهو ما يتماشى مع عادة العرب في اللجوء إلى التراجمة. وربما أتقن الفارسية أيضًا، إذ لا توجد شواهد تنفي ولا تثبتُ ذلك.
وعلى الأرجح أن "ابن فضلان" لم يتبوَّأ منصبًا ذا شأنٍ في حياته، إذ إنه أُرْسِلَ في مسؤولية هامشية ضمن سفارته (ولم يكُن قائد السفارة ولا المسؤول عنها كما يظنُّ البعض)، والسفارة -نفسها- كانت متّجهة إلى بلادٍ شاسعة البعد وقارسة البرودة وقليلة الشأن على الصعيد السياسي وفي فترة انحطاط الدولة العباسية. ولم يكن ابن فضلان نفسه من الرحالة الكبار مثل ابن بطوطة، إذ إنه لم يخرج -على حد علمنا- إلا في هذه السفارة التي استمرَّت لمُدَّة عام واحد، والتي كانت لها -على طولها- وجهة رئيسية واحدة عاد منها إلى بغداد. ويتوقَّع بعض الباحثين أن الاختيار على "ابن فضلان" للخروج الرحلة ربما كان بسبب علمه ورزانته، وربما لأن شكل وجهه ومظهره كانا -كذلك- قريبَيْن من الشعوب التي أوفد إليها، ممَّا قد يزيد قبوله عند هؤلاء.
عُمْر "ابن فضلان" حين انطلاقه في رحلته غير معروفٍ، فلعلَّ سنه كانت متقدّمة بالنظر إلى سعة معرفته وعلمه، وفي نفس الوقت فإن الصِّعاب التي خاضها على مرِّ رحلته من أسفارٍ عبر الأنهار والجبال والغابات والصحارى هي أقرب إلى مغامرات الشباب، مما يوحي بصِغَرِ العمر. وما من دليلٍ -كما سلف- على عمره الفعليّ حين خروجه في الرحلة، ولا على تاريخ ميلاده ولا تاريخ وفاته، ولا تاريخ كتابته لرسالته في أول تدوينٍ لها.

## رحلة ابن فضلان

### ظروف الرحلة
كان "أحمد بن فضلان" أول رحَّالة عربي معروفٍ يَبْلُغُ بلاد الروس والصقالبة (البلغار). وقد كلَّفه برحلته هذه الخليفة المقتدر بالله، الذي كانت فترة خلافته تملؤها القلال، إذ قامت عليه ثورتان خلعتاه عن العَرْش، أولاهما في سنة 295 هـ (أي قبل رحلة "ابن فضلان" بنحو خمسة عشر عامًا)، كما تغيَّرت الوزارة في فترة حكمه أربع عشرة مرة.
في هذه الأثناء، كانت دولة الصقالبة في بلغار تتعرَّضُ لتهديدات دائمة من مملكة الخزر، الذين فرضوا ضرائب هائلةً على الصقالبة، وأجبروا الصقالبة على أن يرسلوا فتياتٍ ليتزوَّجْنَ ملك الخزر قصرًا، بل وإن ابن ملك الصقالبة بنفسه -حسب الرسالة- أُخِذَ سجينًا عند الخزر. وأراد حاكم الصقالبة -لكل ذلك- حليفًا يعاونه على مواجهة الخزر والتحصُّن منهم.

### سبب الإيفاد

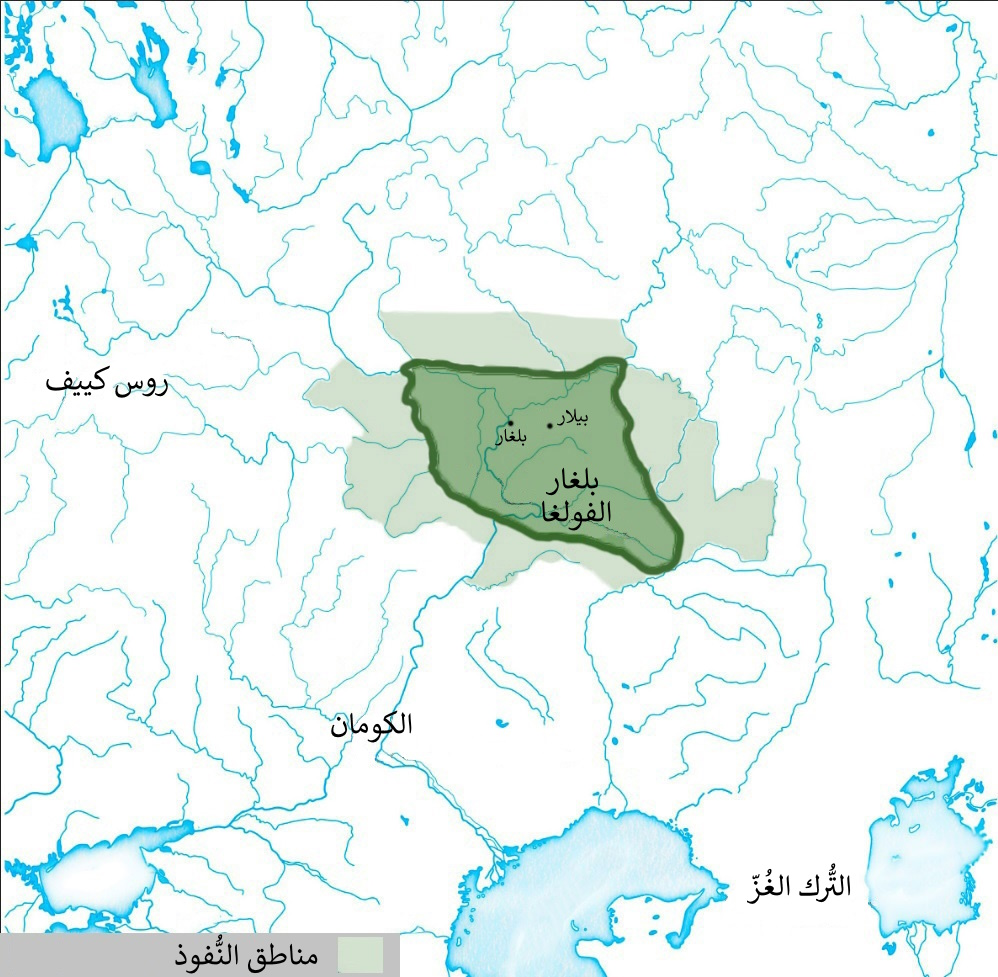
خريطة دولة بلغار الفولغا، والتي أسلم حاكمها (ألمش بن شلكي) في القرن العاشر الميلادي، فكان طلبه للعون من الخليفة العباسي هو السبب الأساسي في إرسال سفارة "ابن فضلان" إلى بلاده.

كان الهدف من السفارة التي انضمَّ إليها "ابن فضلان" هو الاستجابة إلى مجموعة من الطلبات التمسها اليلطوار "ألمش بن شلكي" (ملك الصقالبة) من الخليفة العباسي المقتدر بالله في بغداد، وقرَّر الخليفة إرسال سفارة من بغداد لتلبية هذه الطلبات. وكان ملك الصقالبة -ألمش- حاكمًا أشهر إسلامه مؤخرًا للصقالبة أو البُلْغار، وهم أمة بدويّة من الترك سكنت منطقة تقعُ حالياً في دولة روسيا قريباً من مدينة كازان، ودانت بالديانة الشامانية، واتّجرت بالفراء، وكانت عاصمتهم (وهي بُلْغَار) محطة تجارية رئيسية بين طرق الشمال والدولة العباسية.
كان الهدف المُعْلَنُ لملك الصقالبة أن تَحْضُرَ إلى بلاده سفارة تُلقِّنُ شعبه في دين الإسلام وتبني مسجدًا وحصنًا لهم في بُلْغَار، وأما الهدف الفعلي فيعتقد أنه رغبة "ألمش بن شلكي" في تكوين حلفٍ ينصره على اليهود الخزر الذين فرضوا سيطرتهم على بلاد الصقالبة، وكان "ألمش" يتأمل أن الدولة العباسية -بسبب بعدها- سوف تكون خير حليفٍ له بدون أن تستطيع التحكُّم به بسبب المسافة الشاسعة بينهما، ولأن معظم الطرق التجارية كانت قد بدأت تتحوَّل إلى عاصمته بدلاً من عاصمة الخزر (وهي أتيل). وقد فشلت سفارة ابن فضلان في تحقيق هذا الهدف (بتكوين الحلف) لأنها لم تستطع إيصال الأموال التي أراد أن يبني بها الصقالبة حصناً يحميهم من الخزر.
لعلَّ وزير الخليفة المقتدر حامد بن العباس كان له دورٌ مهم في إقناع الخليفة بإيفاد الوفد، ربما لما رآه من مصلحةٍ للخلافة في تعزيز أواصرها مع الدول الأخرى، وفي إظهار القُوّة بإرسال وفدٍ يُسَاعِدُ ملكًا بعيدًا. والرابط بين الوزير "ابن العباس" والرحلة هو أن مولاه "نذير الحرمي" كان -بحسب ما دوَّنه "ابن فضلان"- صاحب الكتاب الذي حملته السفارة إلى ملك الصقالبة. ويرد في ما دوَّنه "ابن فضلان" أن الغلام "تكين التركي" (اقرأ عنه أدناه في قسم: "الوفد") كان هو الذي أقنع "نذير الحرمي" بجدوى إرسال السفارة، ولو أن هذا الادّعاء قائمٌ على ما يقوله حاكم خوارزم، إذ إنه يعترض حين وصولهم إلى مدينته على عدم إشعاره بهذه السفارة وعدم انتدابه على إرسالها، قائلاً أن حثَّهم على إرسالها كان حيلةً من حيل الغلام "تكين".

### الوفد

مسار رحلة ابن فضلان بين مدينتي بغداد وبخارى.

ضمَّ الوفد الذي أرسله المقتدر بالله إلى بلاد الصقالبة الرجال الآتين (حسبما تُفِيد رسالة "ابن فضلان"):
- أحمد بن فضلان: وهو مُدوِّن الرحلة، وكان دوره في السفارة بمثابة رجل دين،[عر 16] كما أسْنِدَتْ إليه -بحكم ثقافته- قراءة رسائل الخليفة العباسي أمام الحكام والقادة الذين مضت السفارة إليهم، بمن فيهم ملك الصقالبة،[7] وتضمَّنت مهامه: قراءة الكتاب على ملك الصقالبة، وتسليمه الهدايا، والإشراف على الفقهاء والمعلِّمين.[عر 17] كان يجهل ابن فضلان اللغات الأجنبية حسب كلامه، ممَّا يُفسِّر استعانته بعددٍ من المترجمين في وفد الرحلة.[عر 8]
- سوسن الروسي: وهو سفير الخليفة العباسي إلى بُلْغَار، ومولى أو عبد سابق لرجل في حاشية الخليفة اسمه «نذير الحرمي».[7] وتُشيرُ نسبته إلى أن أصله ينحدر من الروس أو من بلادهم.[عر 8] ولعلَّه بيع كعَبْدٍ من بلاد الروس ثم تعلَّم العربية وأسلم في البلاط العباسي.[عر 17]
- تكين التركي: وهو صبي حدَّاد سابق في خوارزم رافق السفارة لإتقانه لغات بلاد الأتراك ومعرفته بمنطقة آسيا الوسطى، التي مضت بها القافلة في طريقها.[7] ويبدو أنه هو من أقنع "نذير الحرمي" (من حاشية الخليفة) بإيصال كتاب ملك الصقالبة إلى الخليفة العباسي.[عر 17]
- بارس الصقلابي: وهو رجل حر من الصقالبة أو السلاف،[عر 8] رافق السفارة لإتقانه لغة البلغار ومعرفته ببلادهم التي توجَّهت نحوها السفارة.[7]
- عبد الله بن باشتو الخزري: وهو رسول الصقالبة إلى الخليفة العباسي، الذي جاء يحمل طلباتهم إلى الخليفة المقتدر بالله، وقد كان مسلمًا يعرف اللغة العربية رغم أصله الخزريّ الظاهر من كنيته، وساعد في إرشاد السفارة في رحلتها.[عر 18]
- آخرون: رافق السفارة -كذلك- فقيه ومُعلِّم وغلمان، كانوا معاونين ومساعدين للبعثة في مهمّتها،[عر 17] ولو أنهم تخلَّفوا عن باقي السفارة في جرجانية.

### المسار

المسار المتوقع لرحلة ابن فضلان انطلاقاً من بخارى حتى بلغار على نهر الفولغا.

رحلة ذهاب "ابن فضلان" إلى بلاد الصقالبة معروفةٌ بالتفصيل من حيث محطَّاتها ومسارها من مخطوطة رسالته، وقد استغرقت مدّتها 11 شهرًا، وأما رحلة إيابه من بلادهم إلى بغداد فمجهولةٌ تمامًا، إذ إن نصَّ الرسالة المعروف لا يَرْوِي شيئًا عن رجوع "ابن فضلان" إلى بغداد"، والدليل المكتوب الوحيد على عودته هو أن ياقوت الحموي يقول في وصف رحلته: "منذ خرج من بغداد إلى أن عاد إليها". ولم يُوثِّق أي مؤرخ ولا جغرافي معروفٌ آخر رحلة "ابن فضلان" مطلقًا.
غادرت السفارة مدينة بغداد (عاصمة الدولة العباسية) في 21 يونيو عام 921م (11 صفر 309 هـ) وسارت البعثة على طريق خراسان، وهو طريق كَثُرَ عليه الرحالة في ذلك العصر، والذي كان يمرُّ عبر جبال زاغروس في غرب فارس، ومنها إلى جبال ألبرز في شمال إيران الحالية، ومنها إلى الهضبة الإيرانية الصحراوية في شرق إيران الحالية وفي آسيا الوسطى. مرَّت البعثة بعد ذلك بمدينة بخارى، وهي -آنذاك- عاصمة الدولة السامانية، والتي انتظروا فيها طويلاً وصول المال المطلوب، ثم تحرَّكوا منها إلى نهر جيحون وعبرته إلى جرجانية في خوارزم، والتي توقفت فيها السفارة -كذلك- لشهور قبل متابعة طريقها عبر هضبة استجورت، وهي صحراء جافة تقع بين بحر آرال وبحر قزوين، والتي قابلت فيها السفارة قبائل الترك. وأخيراً بلغت مدينة "بلغار" أو "قازان" (حالياً) على نهر الفولغا في 14 مايو 922.
كان للرحلة طريقان محتملان من بغداد إلى بلاد البلغار: الأول والأسرع يمرُّ مباشرةً عبر جبال القوقاز (في أذربيجان وأرمينيا حاليًا)، ومنها إلى ضفاف بحر الخزر (بحر قزوين حاليًا) وصولًا إلى نهر الفولغا، وأما الثاني والأطول والذي سلكه ابن فضلان فيلتفُّ بدائرةٍ طويلة عبر خراسان وبلاد ما وراء النهر (تركمانستان وأوزبكستان وكازاخستان حاليًا) وصولًا إلى بلغار. وكان السبب في اختيار الطريق الأطول للرحلة هو تجنُّب عبور إمبراطورية الخزر اليهودية التي سادت سيطرتها على معظم الطريق الأول آنذاك، والتي كان صراعها مع البلغار سبباً أساسياً في ابتعاث سفارة ابن فضلان. وأما السبب الثاني فهو وعورة طريق جبال القوقاز، والتي يصعب عبورها إلا عبر ممر باب الأبواب أو دربند. ومن المحتمل أن "ابن فضلان" عبر بلاد الخزر في طريق عودته، إذ يُنْسَبُ إليه وصف لعاصمتهم في أتيل، لكن بعض المحقّقين (بما فيهم سامي الدهان) ينفون عن "ابن فضلان" كتابة الفصل الأخير والمقتطع من رسالته عن بلاد الخزر، قائلين أنه نُسِبَ إليه خطأً وأنه لا يتماشى مع أسلوبه ولا مع سائر محتوى الرسالة.
وصل ابن فضلان إلى بلاد البلغار يوم 12 مايو 922 (12 محرم 310 هـ)، وقد اتخذ إقليم تتارستان الروسي المعاصر من هذه المناسبةً عطلةً دينيةً سنوية.
| المدينة  | تواريخ وملاحظات |
| -------- | --- |
| بغداد    | تاريخ المغادرة: 21 يونيو عام 921م (11 صفر 309 هـ) |
| النهروان | أقام فيها يوماً واحداً |
| الدسكرة  | أقام فيها ثلاثة أيام |
| حلوان    | أقام فيها يومَيْن |
| همذان    | أقام فيها ثلاثة أيام |
| ساوة     | أقام فيها يومَيْن |
| الري     | أقام فيها 11 يوماً بانتظار والي الري، وهو "أحمد بن علي صعلوك"                                                                                          |
| سمنان    | |
| الدامغان | |
| نيسابور  | وصل إليها وقت مقتل "ليلى بن النعمان"، وهو ثائر كان متمرداً على الدولة السامانية                                                                        |
| سرخس     | |
| مرو      | |
| أمل      | |
| بيكند    | |
| بخارى    | أقام فيها 28 يوماً بضيافة نصر بن أحمد، وهو حاكم الدولة السامانية آنذاك                                                                                 |
| خوارزم   | احتجزهم فيها لفترة غير محدّدة "محمد بن عراق خوارزم شاه"، وهو والي خوارزم آنذاك نيابةً عن الأمير الساماني                                                |
| جرجانية  | أقام فيها أثناء شهور رجب وشعبان ورمضان وشوال وغادرها في 2 ذي القعدة سنة 309 هـ (3 مارس 922)، وذلك بانتظار مرور فصل الشتاء الذي أدى إلى تجمّد نهر جيحون |
| بلغار    | تاريخ الوصول: 12 مايو 922 (12 محرم 310 هـ) |
| أتيل     | مشكوكٌ بوصول ابن فضلان إليها حقاً |

### العقبات والتحديات

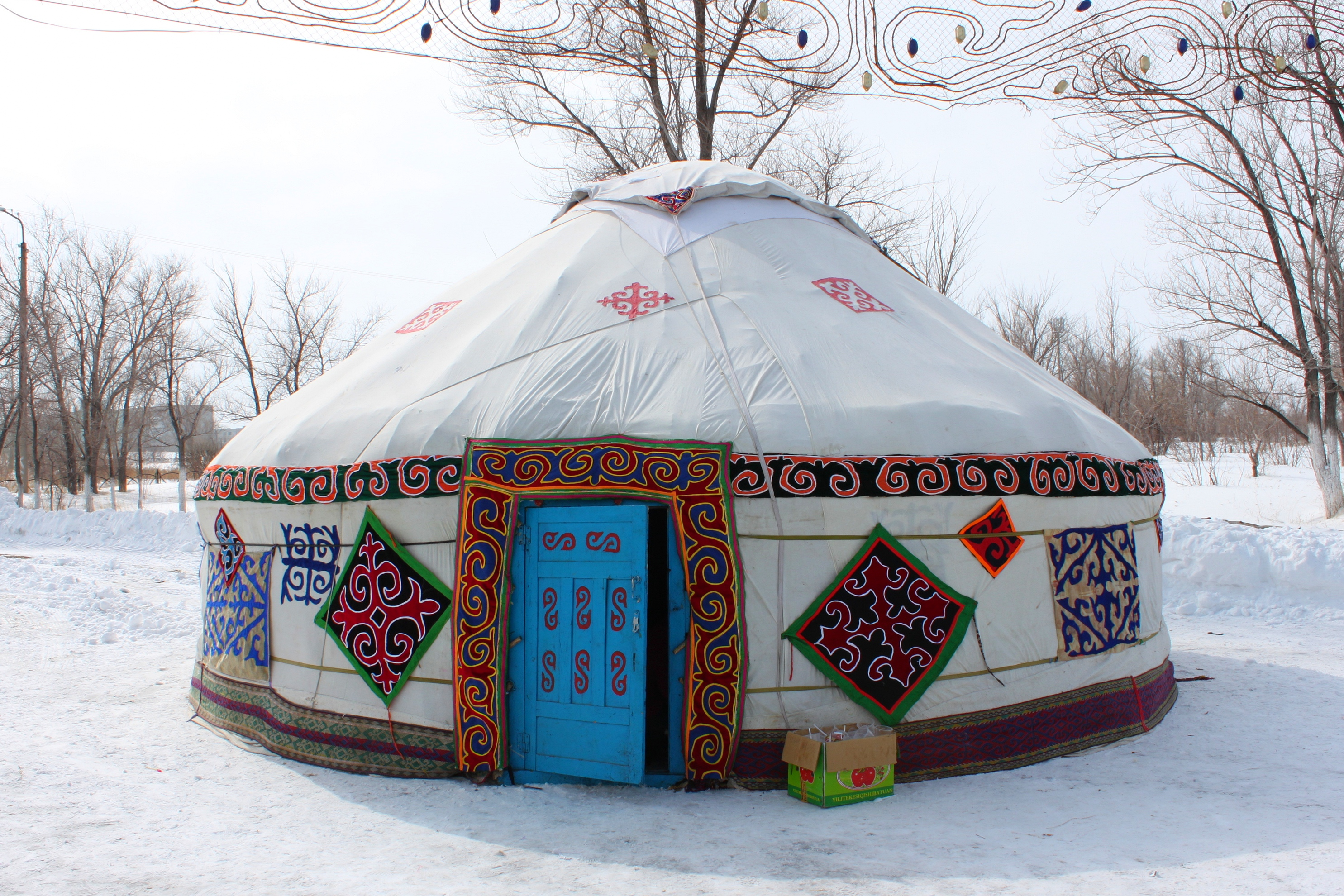
عانى "ابن فضلان" من الشتاء القارس في وسط آسيا، وذلك رغم إقامته في خيام اليورت التقليدية المُصمَّمة لحفظ الدفء، مثل هذه الخيمة في كازاخستان التي عبرتها السفارة في الطريق من جرجانية إلى بلغار.

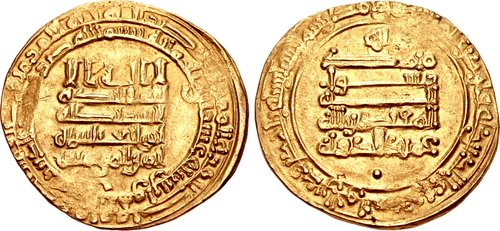
كُلِّفَ "ابن فضلان" وأصحابه بحَمْل 4,000 دينار ذهبية (في الصورة دنانير مسكوكةٌ في عَهْد المقتدر بالله) إلى ملك الصقالبة، لتمويل بناء حصن ومسجد، لكن السفارة لم تستلم المال قطّ.

واجهت السفارة تحدياتٍ جمَّة في طريقها، كانت أهمّها وأكبرها هي المال. إذ يرى بعض الباحثين أن بعثة "ابن فضلان" باءت بالفشل لأنها لم تتمكَّن من تحقيق هدفها الأساسي في تسليم المال الذي طلبه ملك الصقالبة لتعمير حصنٍ ومسجد. وكان التحدي هو أن الخليفة المقتدر لم يُسلِّم الوفد المال مباشرةً، وإنما أمر باقتطاع قسمٍ من خراج أو دَخْل منطقةٍ تتبَعُ للوزير ابن الفرات، وهي مدينة اسمها "أرثخشمثين" تقع في ولاية خراسان (وهي -بحسب ياقوت- مدينة كبيرة وعامرة الأسواق في خوارزم، ولو أن مكانها ومقابلها الحالي غير معروف)، وقد كُلِّفَ رجل اسمه "أحمد بن موسى الخوارزمي" باستلام الخراج وموافاة "ابن فضلان" والوفد فيه، لكنه وقع في أسر الدولة السامانية ولم يتمكَّن من موافاة البعثة، واضطرَّ "ابن فضلان" وبعثته -في النهاية- إلى متابعة طريقهم بدون وبدون المال الموعود بسبب اقتراب موسم الشتاء. وبذلك بلغ "ابن فضلان" وجهته بدون المال المطلوب، ممَّا أغضب عليه ملك الصقالبة.
يُعْتَقَدُ أن الخليفة المقتدر قد صرف من خزينة الدولة ما يكفي بعثة "ابن فضلان" لمصاريفها الأساسية، من حيث شراء الزاد والمتاع والدواب واكتراء (أي: استئجار) المراكب والنقل وغيره، وهي كلّها تكاليف لا يستهان بها، أما المبلغ المَرْصُود لملك الصقالبة فكان مستقلاً عن مصاريف الرحلة، ولذلك شاء الخليفة صَرْفَهُ من خراج إحدى المدن.
كانت إحدى العقبات الكبرى -كذلك- في رحلة "ابن فضلان" هي طول الطريق وكثرة المخاطر الواقعة فيه. فقد احتُجِزَ وتأخر أحيانًا في بلاد المسلمين، كما كانت الحال في مدينة خوارزم، والتي شعر أميرها (وهو: "محمد بن عراق خوارزم شاه") بأن أمير الدولة السامانية كان أولى بإقامة الدعوة لأمير المؤمنين في بلاد الصقالبة لو اقتنع بجدواها، وحذَّر "ابن فضلان" ورفاقه من متابعة الرحلة، قائلاً أنها ستُشكِّل خطرًا على حياتهم، خصوصًا وأنهم سوف يجدون وراء حدوده: "ألف قبيلة من الكفار"، ولكن "ابن فضلان" أقنعه بأن يترك المهمة لتمضي قدمًا رغم ذلك. وقد تعرَّضوا -بالفعل- إلى متاعب جمَّة في بلاد الترك واحتجزوا فيها أكثر من مرة عند أتراك الغزية، وظهر العجب على محتجزيهم من الرحلة وأهدافها، ممَّا يُظْهِرُ أن مختلف الأماكن التي مرَّت بها السفارة قابلتها بعين الشكِّ والحذر الفائق، لحساسية الظروف السائدة في المنطقة آنذاك، وخطورة إقامة تحالفاتٍ سياسية أو دينية أو ثقافية خارجية في ظلِّ سيطرة دولة الخزر على الإقليم.

## رسالة ابن فضلان
دوَّن "أحمد بن فضلان" تفاصيل رحلته في كتابه: «رسالة أحمد بن فضلان بن العبَّاس بن راشد بن حمَّاد: في وصف الرحلة إلى بلاد الترك والخزر والروس والصقالبة»، وفيها يوميَّات وتفاصيل كثيرة عن مشاهداته للبلاد التي رحل إليها وأوصافه لشعوبها، وقد وصل هذا الكتاب في أجزاءٍ متفرّقة إلى الزمن الحاضر من غير المعروف لو ما كان أيُّها مكتملاً. وليس من المعروف لماذا دوَّن "ابن فضلان" رحلته في الرسالة، وإذا ما كان أحدٌ -مثل الخليفة- قد كلَّفه بتدوينها، أم أنه دوَّنها بدافعٍ شخصي. غير أنها نالت اهتمامًا هائلاً بالبحث والدراسة على مر السِّنين.

### النمط الأدبي
تُصنَّف رسالة "ابن فضلان" عادةً ضمن أدب الرحلة العربي، غير أن عنوانها الذي يشير إليها على أنها "رسالة" قد يبدو محيِّرًا. ويعزو الناقد المغربي شعيب حليفي هذه التسمية إلى تداخل هذه الأنماط الأدبية عند العرب، وإلى أن أدب الرسالة كان دارجًا ومحبوبًا في الفترة التي عاش فيها "ابن فضلان"، وبما أن هذا النمط الأدبي يتضمَّن سردًا للوقائع بين المؤلف وقارئٍ بعيدٍ عنه مكانًا فلم يَكُن بعيدًا عن سَرْد "ابن فضلان" لوقائع رحلته. ويظنُّ الباحث سعيد يقطين أن الرحلة خطاب "وصفي"، وبالتالي فإنه مثل رسالةٍ من مُرْسِلٍ إلى مُرْسَلٍ إليه. ولو أن الرسالة تتناول -كذلك- كثيرًا من مشاهد الحوار بين "ابن فضلان" ومن يقابلهم في رحلته، فيتحاوَرُ معهم أحيانًا عن صفات الله وتوحيده، وأحيانًا عن طقوس إحراق الموتى عند الروس، وأحيانًا عن حرية المرأة عندهم.
صنَّف "أحمد خالد" في بحثٍ له بمجلة الفكر رسالة ابن فضلان على أنها كتاب يوميات، إذ إن الرسالة مكتوبة بترتيب أحداثها الزمني وتَسْرُدُها حسب تسلسل وقوعها (أي: بدءاً من خروجه من بغداد وانتهاءً بوصوله إلى بلاد الصقالبة)، لكنها ليست مُدوَّنة بأسلوب كتب اليوميات المألوف في هذا النوع من الكتب عند الأوروبيين، إذ ليس فيها سردٌ لأحداث كل يوم من الصباح إلى المساء، بل إن وصف الرحلة لا يُركِّز على تاريخ ووقت الوصول إلى كل مكان وإنما على وصف الأحداث وعادات في كل مكان. ويستشفّ المؤرخون من ذلك أن "ابن فضلان" سجَّل ملاحظاتٍ يومية أثناء رحلته ليتذكرها، وأنه اعتمد على هذه الملاحظات في تدوين رسالته بعد عودته إلى بغداد وانقضاء أحداث الرحلة، أو ربما تلا ملاحظاته على ورَّاق أو كاتب ليُدوِّنها، إذ يبدو في بعض مواضع الرسالة وكأنه يُعلِّق على ملاحظاته أو آرائه.
تميز أسلوب الرسالة بأنه يعتمد على سرد التجربة الشخصية فقط ولا يقتبس أو يستشهد بالكتب المشهورة باللغة العربية (كما كانت حال معظم الكتب الأخرى في عصره). وفيه أسلوب غير اعتيادي ببساطته وعفويته، بل وإن فيه حس فكاهة كذلك، إذ إن "ابن فضلان" لا يتوانى عن ذكر اللقب الساخر الذي أطلقه عليه ملك الصقالبة حينما لقَّبه أبو بكر الصديق بعد أن لم يَصْدُق "ابن فضلان" في عهده بأن يجلب للصقالبة مالاً يُعمِّرون به حصنهم. وفضلاً عن ذلك كله، فهو يتحمَل عناء الرحلة الطويلة والمرهقة دون شكوى ولا انزعاج إلا من شيء وحيد، وهو البرد القارس الذي جعل لحيته مثل «قطعة واحدة من الثلج». وهذه السمة الشخصية والموضوعية فريدة في "ابن فضلان" دوناً عن كل الرحالة العرب الآخرين، إذ إن الرحالة المشهورين الذين تبعوه (وأهمهم ابن بطوطة وابن جبير) نهجوا نهجاً مختلفاً تماماً في أدب الرحلات ليست فيه مثل هذه الصفات.

### الأسلوب والمنهج
تتميز رسالة ابن فضلان بسردها القصصي الذي يتناول تفاعلات الرحالة مع شخوص البلاد الأجنبية وحواراته معهم، إذ لا تقتصر على سرد مجريات الرحلة الجامدة، ولا تزدحم بالأوصاف الجغرافية البحتة مثل الأرقام أو درجات العرض أو ما شابه في غيرها من الكتب. ولهذا السبب فهي مصدر ثمين -بالخصوص- للاطلاع على تفاعلات الرحالة والتُجَّار في العصور الوسطى مع سُكَان البلاد، إذ إن الرسالة تغصّ بأوصافٍ مُفصَّلة للقوافل والعشائر التركية والرحالة الآخرين الذين تصادفهم سفارة "ابن فضلان"، وعمَّا يدور بينهم وبين سكان البلاد التي يسيرون في صحاراها وأنهارها ومدنها، وفي هذا الوصف معلومات قيّمة وليس لها مصدرٌ آخر عن التاريخ الاجتماعي والسياسي والاقتصادي للتجارة بين الدولة العباسية في بغداد وبين شعوب أوروبا الشمالية.

### الموضوعية

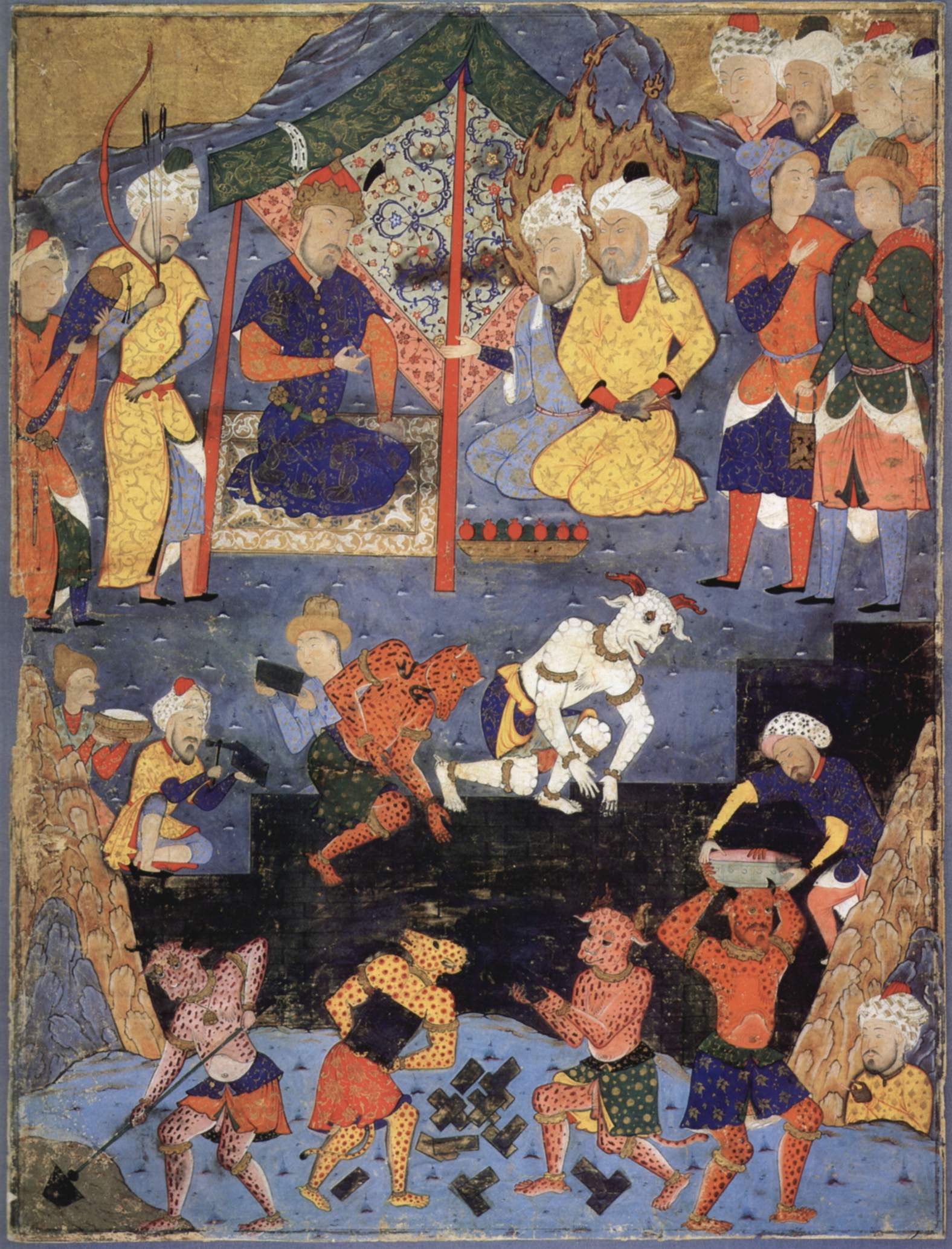
يَرِدُ في رسالة "ابن فضلان" ذِكْر يأجوج ومأجوج وجدارهم على فرض أنه واقعٌ في بلاد الشمال.

يوصف أسلوب رسالة ابن فضلان في الأبحاث الحديثة بأنه «علمي»، وبأنه يتميَّز باهتمامه البالغ بوصف الثقافات الأجنبية وعاداتها وتقاليدها وصفاً دقيقاً من مأكل ومشرب وملبس وقيم وعادات وطقوس، حتى أن أوصافه تُشبَّه بأوصاف علماء الإنسان والأعراق للبشرية الحديثين، خصوصاً لبُعْدِها عن الأوصاف الخيالية والأسطورية التي تكثر في كتب الرحالة الآخرين من معاصريه. لكن رسالة ابن فضلان فيها مبالغات كذلك، مثل قوله بأن يأجوج ومأجوج يسكنون خلف جدار معروف في بلاد الشمال، ومثل قوله أنه رأى عظام عملاق كان «[حجم] رأسه مثل القفير الكبير» و«أضلاعه أكبر من عراجين النخل»، ووصفه للأفاعي التي رآها في بلاد الصقالبة بأنها مثل «شجرة طويلة يكون طولها أكثر من مئة ذراع»، ولو أن هذه المبالغات قد تكون ناجمةً عن الهلع. ومن أكثر مشاهداته العصيَّة على تفسيرها عقلانياً حديثه عن وجود وحيد القرن أو الكركدن في وسط آسيا، غير أن هذا الحيوان لم يسكن تلك الأقاليم تاريخياً ولا حالياً، ومما يشفع لهذه المشاهدة أن "ابن فضلان" لم يزعم أنه رأى وحيد القرن بأم عينه، وإنما نقل هذه الرواية عن أهل البلاد. ويذكر "ابن فضلان" أنه رأى ثلاث طيفوريات (أي: أطباق) مصنوعة من قرن الكركدن، وربما كانت هذه الأطباق مصنوعة -في الواقع- من أنياب الماموث المتحجّرة التي توجد في بلدان الشمال، والذي كان مادة مشهورة ونادرة لصناعة مقابض السكاكين.
كما أن في الرسالة بعض المغالطات الناجمة عن قلَّة فهم "ابن فضلان" لأمور التي شاهدها، مثل أنه يقول عن أغنام بلاد الترك: «وأكثر ما ترعى من الغنم ما بين الثلج؛ تبحثُ بأظلافها تطلُبُ الحشيش، فإذا لم تجده قضمت الثلج فسمنت غاية السمن، فإذا كان الصيف وأكلت الحشيش هَزَلَتْ»، ويظنُّ "ابن فضلان" -هنا- أن الأغنام تسمن لأنها تتناول الثلج، بينما الواقع أن صوفها ينمو شتاءً ويُزَجُّ صيفاً، فتبدو وكأنها هَزَلت بعد أن كانت سمينة، وهذا يعني أن "ابن فضلان" لم يكن على اطلاع بطرق الحياة في الريف والمزارع.
وينجح "ابن فضلان" في أن يصف ما حوله بموضوعية بمعظم نصّ رسالته، رغم أن كثيراً من المشاهد التي رآها تخالف عقيدته، وهو يُصرِّح -لذلك- في مواضع قليلة من رسالته بموقفه الشخصي والديني من عادات الشعوب الأخرى وبما يتنافى منها مع الدين الإسلامي، لكنه لا يخرج في هذا الموقف عن سياقه ولا يُغيِّر الوقائع والأوصاف تجاوباً معه، ومن أمثلة ذلك وصفه للروس بأنهم: «أقذر خلق الله: لا يَسْتَنْجُون من غائط ولا بول، ولا يغتسلون من جنابة، ولا يغسلون أيديهم من الطعام، بل هم كالحمير الضالَّة..». ولا يسيء "ابن فضلان" إلى الناس الذين يذكرهم حينما يرفضون الأخذ بنصائحه، مثل أنه اجتهد أن تستتر النساء عن الرجال عند الاغتسال في النهر في بلغار فلم يستوي له ما أراد، ولم يصفهم بازدراء لذلك كما فعل رحالة بعده في مواقفه شبيهة (مثل ابن بطوطة). ويرى سامي الدهان أن نظرة "ابن فضلان" إلى بلاد الشمال كانت نظرةً نحو الغريب العجيب غير المألوف، بسبب نشأته في الدولة العباسية بأوج ازدهارها وثرائها، ولذلك فكانت نقلته إلى بلاد الشمال مثل نقلةٍ من الترف والحضارة إلى بلادٍ نائية.

### الرؤية الثقافية

لوحة زيتية تخيلية لبولاتا جيلفانوفا يظهر فيها ابن فضلان إلى اليسار يقرأ كتاب الخليفة المقتدر على أمش بن يلطوار وحاشيته.

تُثْبِتُ رسالة "أحمد بن فضلان" اهتمامه "بالآخر"، أي بالثقافات الأخرى المختلفة عنه، وهو اهتمامٌ يتَّضح من تدويناته ويتجاوز أهداف ابتعاثه الأصلية في رحلته، التي كان أهمّها الوعظ والإرشاد الديني. ويلاحظ بعض المؤرّخين تشابهًا في هذا السَّمْت بينه وبين الرحالة والعالم المصري الشهير في القرن التاسع عشر رفاعة الطهطاوي، ممَّا يخلق توازياتٍ بين رسالة "ابن فضلان" وبين كتاب الطهطاوي: تخليص الإبريز في تلخيص باريز. ويلفتُ نظر الباحثين أن "ابن فضلان" لم يُخصِّص جزءًا يُذْكَرُ من رسالته للحديث عن المدن العديدة والمسافات الشاسعة التي قطعها من بلاد فارس أثناء ترحاله، وإنما يبدأ بسرده التفصيليّ لمشاهداته من بلاد ما وراء النهر التركيَّة ثم ما بعدها حتى دور الصقالبة والخزر، فكانت بخارى وخوارزم بالتحديد هما المدينتان اللَّتين بدأ "ابن فضلان" فيهما احتكاكه مع "الآخر". ويُظَنُّ -لذلك- أن بلاد الفُرْس والعرب بعمومها كانت مألوفةً عند "ابن فضلان" في منظوره الثقافي؛ بحيث أنه لم يرَ فيها جديدًا يثير فضوله أو يحثُّه على السَّرْد عنه.
كان أكبر ما لفت نظر "ابن فضلان" في البلاد التي زارها هو: المعتقد الديني، والنشاطات الاجتماعية (مثل الزواج)، والاقتصادية (مثل العملة). ويظهر حتى اهتمامه باللغة، فيَصِفُ طريقة حديث الناس في إحدى المدن بأنها تشبه "نقيق الضفادع"، وهو حكمٌ يُظْهِر استجابةً محدَّدة للغة الغريبة قد ترفضُ الاعتراف بها على أنها لغة.

## مخطوطات الرسالة ودراستها

### الأجزاء المحفوظة في معجم البلدان وغيره

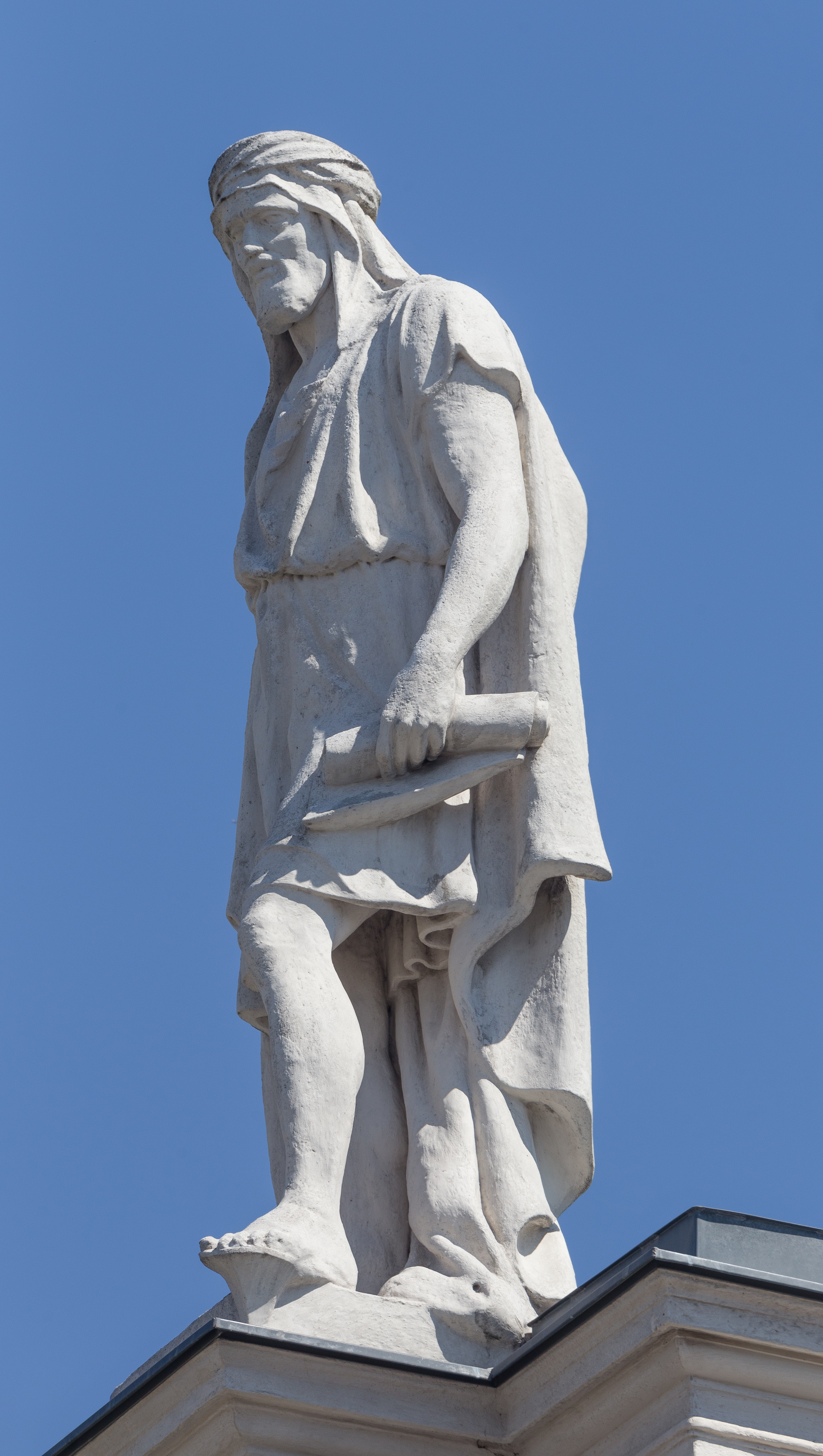
تمثال للرحالة المسلم المسعودي بجانب متحف التاريخ الطبيعي في فيينا، وهو رحالة عاش بعد "ابن فضلان" بفترةٍ غير طويلة.

كانت بعض أجزاء الرسالة المقتطعة معروفةً من الكتاب والمؤرخّين القدماء الذين نقلوا عن "ابن فضلان"، وأهمهم ياقوت الحموي، في كتابه الجغرافي الشهير معجم البلدان، إذ يقول ياقوت الحموي: «وقصة "ابن فضلان" وإنفاذ المقتدر له إلى بلغار مدونة معروفةٌ مشهورةٌ بأيدي الناس. رأيتُ منها عدة نسخ»، ممّا يشير إلى أن نسخ الرسالة كانت متداولةً في القرن السابع الهجري، أي بعد زمن ابن فضلان بنحو ثلاثمئة عام، ويبدو أن ياقوت قد وقع على بعض النسخ في رحلاته فنقل منها فصولاً في كتابه، ولعلَّ ذلك وقع في مدينة مرو، التي يقول ياقوت أنه أقام فيها ثلاث سنوات ينقل من مكتباتها (ولو أنه لم يذكر رسالة "ابن فضلان" على وجه التحديد).
اقتبس ياقوت في معجمه حوالي ثُلْثَيْ نص رسالة ابن فضلان المعروف حالياً ونسب هذه الاقتباسات إلى صاحبها بأمانة. وقد اقتبس عن ابن فضلان في مدخلات معجم البلدان التي تصفُ المدن والمناطق الآتية: أتيل (وهي عاصمة الخزر القديمة) وبُرْطاس (وهي من بلاد الخزر) وبلغار (وهي عاصمة الصقالبة) وباشغرد (وهي من بلاد الترك) والخزر وخوارزم والروس وصَقْلَبُ (من: الصقالبة) و«وِيسُو» (وهي بلدة تقع وراء بلاد البلغار). واتَّسمت اقتباسات ياقوت بأسلوب نقديٍّ وتدقيقٍ أكاديميّ لا بالنقل المحض، فيقول ياقوت -على سبيل المثال- بعد اقتباس وصف "ابن فضلان" لمدينة إتل: «هذا وأمثاله هو الذي قدَّمتُ البراءةَ منه، ولم أضمن صحَّته»، وعلَّق في موضعٍ آخر على وصف "ابن فضلان" لتجمُّد نهر إتل: «وهذا كذب منه، فإن أكثر ما يَجمَد [النهر] خمسة أبشار، وهذا ما يكون نادرًا، فأما العادة فهو شبران أو ثلاثة شاهدتُهُ وسألتُ عنه أهل تلك البلاد».
نقل عن ابن فضلان -كذلك- القزويني بثلاثة مواضع من كتابه آثار البلاد وأخبار العباد، وهو ينسب الاقتباسات بأمانةٍ -مثل ياقوت- إلى "ابن فضلان". وكان بين القزويني وياقوت فاصل زمني قصير (نحو ثلاثين عاماً) في تاريخ وفاتهما، وربما اعتمد كلاهما على مخطوطَتَيْن مستقلَّتَيْن للرسالة في النقل والاقتباس.
يعتقد المحقّق السوري سامي الدهان أن رحالة وجغرافيين عرب آخرين قد نقلوا عن رسالة ابن فضلان بدون أن ينسبوا نقلهم إليه، ومن أبرزهم: الإصطخري وابن رستة والمسعودي. غير أن البعض يُشكِّكون بهذا الاعتقاد. ويبدو -عمومًا أن معظم الجغرافيّين المسلمين لم يعرفوا "ابن فضلان" ولا رحلته.

### دراسة نصوص معجم البلدان

كان معجم البلدان لمؤلفه ياقوت الحموي المصدر الرئيسي حول رحلة "ابن فضلان" قبل اكتشاف مخطوطتها الأكمل، وذلك لأنه يقتبس نصوصًا مُطوَّلة عن الرسالة.

قبل اكتشاف مخطوطة رسالة "ابن فضلان" المعروفة حاليًا (المزيد أدناه)، كان نص الرسالة معروفًا حصرًا ممَّا نقله عنه ياقوت الحموي، فغدت الاقتباسات التي حفظها في معجم البلدان مصدرًا جزئيًا عن رحلة "ابن فضلان" ومشاهداته. وشدَّت هذه النصوص المُجزَّأة انتباه الباحثين والمؤرّخين الغربيِّين لوقتٍ طويل، خصوصًا المهتمّين منهم بتاريخ شمال أوروبا.
إذ توجَّه النصيب الأكبر من الاهتمام برسالة "ابن فضلان" نحو ما نُقِلَ على لسانه حول "الروسية" أو الفايكنغ، وذلك لنُدْرَة المصادر التي تَصِفُ أول تاريخهم وطلعوهم. وقد بدأ باحثو الغرب بترجمة ما ورد في فصل "الروسية" بمعجم البلدان والتعليق عليه ونشره منذ بداية القرن التاسع عشر، جامعين في دراستهم -أحيانًا- ما بين نصوص عِدَّة وصلتهم عن هؤلاء من الرحَّالة والجغرافيين العرب، بمن فيهم: "ابن فضلان" و"الإدريسي" و"المسعودي". وانصبَّ اهتمام كثيرٍ من الباحثين الأوائل على جزء وحيدٍ من نص الرسالة الذي اقتبسه ياقوت الحموي، وهو وصف طقوس جنازة الموتى الإسكندنافيِّين بدفنهم في سفينة محترقة، ولهذا كُرِّسَت كثيرٌ من المقالات الأكاديمية لترجمة هذا الجزء والتعليق عليه دون غيره حسبما ورد في كتاب ياقوت الحموي.
كان أول باحث أوروبي معروفٍ يترجم أجزاءً من الرسالة هو الباحث الدنماركي "يانوس لاسن راسموسين"، والذي ترجم ودرس الاقتباسات الواردة عن "ابن فضلان" في معجم البلدان، ونشرها في سنة 1814 بعنوان: «عن العلاقات التجارية في العصور الوسطى بين العرب والفرس وبين الروس والإسكندنافيين». تُرْجِمَت كتابات "راسموسين" إلى السويدية والإنكليزية ونُشِرَت في مجلات أكاديمية مُحكَّمة.
ومن بعده أصبح المستشرق الألماني والروسي كريستيان فْرَاهِنْ من أبرز باحثي الغرب الذين انكبُّوا على دراسة أجزاء الرسالة، فبدأ بتحقيق وترجمة ونشر فصل الخزر في مخطوطات معجم البلدان ليدرس ما ورد فيه من رحلات "ابن فضلان" و"ابن حوقل"، وهي دراسة نشرها في سنة 1823، ثم نشر ترجمة ألمانية لفصل "الروسية" من رسالة "ابن فضلان" في سانت بطرسبرغ سنة 1832، وذلك في كتاب ضخم من 268 صفحة معظمها تعليقات وشروحات على الفصل الذي لا يتجاوز طوله 11 صفحة، بعنوان: «رسالة ابن فضلان وغيرها من كتابات العرب عن الروس في أقدم الأزمان». وبهذا أصبح فراهن الباحث الرائد في الإشادة بأهمية رسالة ابن فضلان للتاريخ الروسي، وذلك لأنها تسبقُ أقدم مصدر تاريخي معروف باللغة الروسية (وهو الوقائع الأولية Primary Chronicle) بمئتي عام. وقد ترجم فراهن فيما بعد فصل "البلغار" وفصل "نهر إتل" عن معجم البلدان، فنقل بذلك معظم الأجزاء المعروفة -آنذاك- عن رسالة "ابن فضلان" ودرسها باستفاضةٍ فائقة، وتمنَّى لو وقعت بين يديه مخطوطة الرسالة كاملةً.
ومن بعد "فراهن" ترجم هذه النصوص المُجزَّأة -مرة أخرى- الباحث الألماني فرديناند فستنفلد ونشرها في لايبزيغ بين سنتي 1866 إلى 1873: «معجم ياقوت الجغرافي». ونشر في سنة 1902 المستشرق فيكتور روزن باللغة الروسية مقالاً عن ابن فضلان وما ورد عنه في معجم البلدان حول الروسية وخوارزم وإتل، وفي سنة 1911 نشر في براغ المستشرق التشيكي رودلف دفوراك دراسة عن الرحلة. وترجم الباحث الأمريكي وعالم فقه اللغة "ألبرت ستنابوروه كوك" نفس القسم المتعلِّق بـ"الروسية" إلى اللغة الإنكليزية في سنة 1923 في كتاب: «وصف ابن فضلان للتجار الإسكندنافيين في نهر الفولغا عام 922». وفيما بعد، ترجم المستشرق البريطاني دوغلاس مورتون دنلوب القسم المختصَّ بالخزر لينشره في بحثٍ له عن تاريخ اليهود. وبعد هذه الدراسة بسنة وقع الاكتشاف الكبير لمخطوطة مشهد.

### اكتشاف مخطوطة مشهد

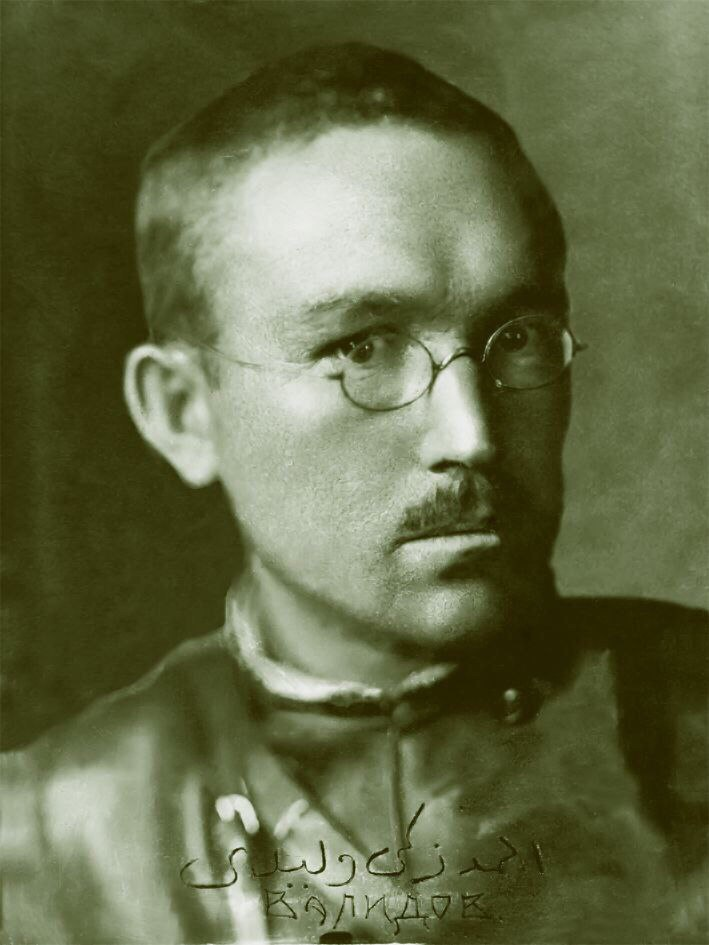
مُكْتَشِفُ مخطوطة مشهد: وليد زكي طوقان.

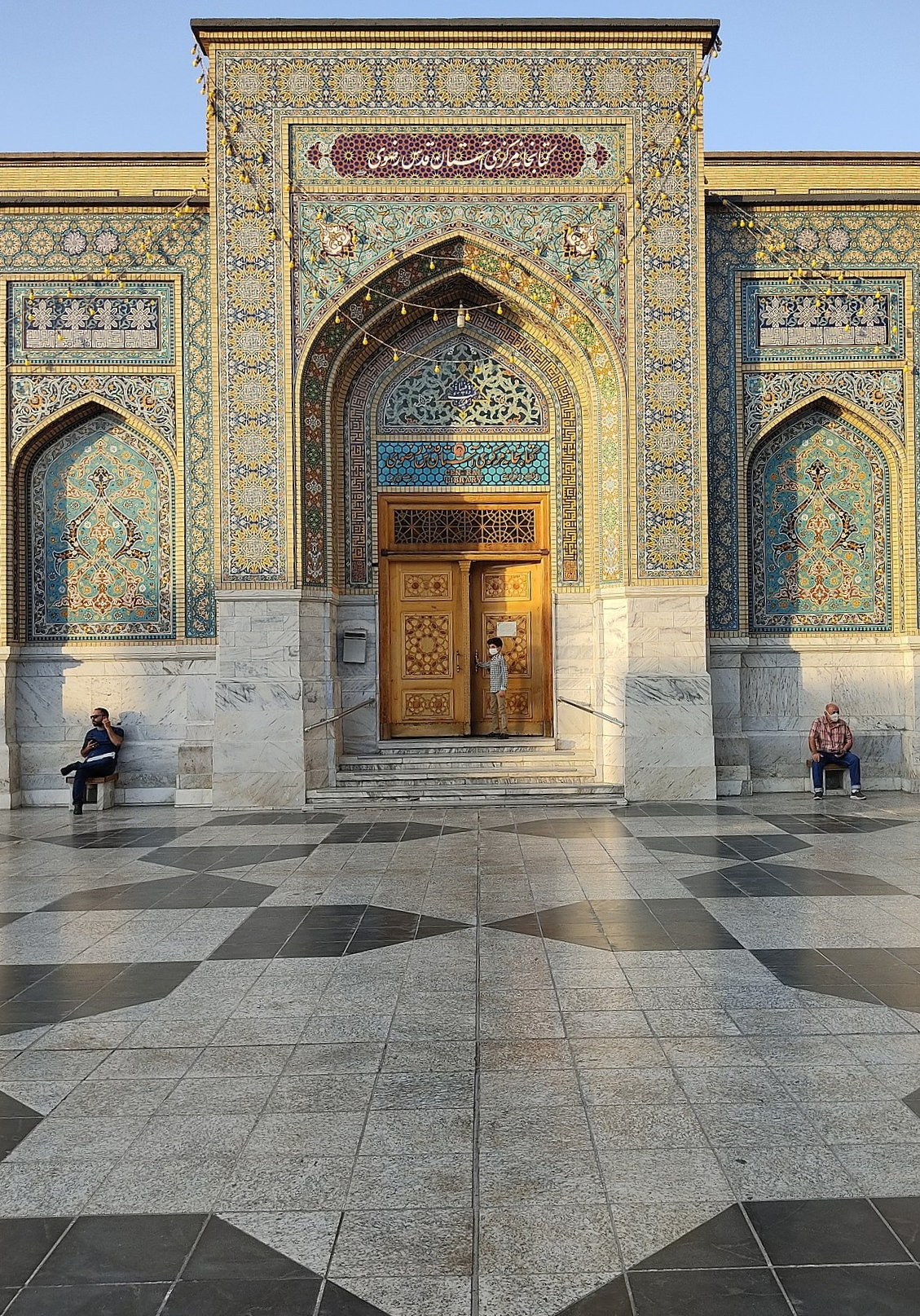
مدخل مكتبة العتبة الرضوية في مشهد، التي اكتُشِفَتْ فيها مخطوطة الرسالة بنسختها الأكمل.

اكتُشِفَتْ المخطوطة الأكْمَلُ (والوحيدة المعروفة) لرسالة "ابن فضلان" في مدينة مشهد (تاريخيًا: طوس) الإيرانية سنة 1924، وهي المخطوطة التي تستمدُّ الرسالة منها شهرتها الحالية. وتتألف المخطوطة من 212 ورقةً في كل منها 19 سطراً مُدوَّنة بخط النسخ، غير أن في آخرها سردٌ منقطعٌ (فيما يتعلَّق بأخبار دولة الخزر). وهذه هي المخطوطة الوحيدة التي فيها نصٌّ متّصل من رسالة ابن فضلان، والذي يَصِفُ خروجه من مدينة بغداد ومروره ببلاد الترك والروسية والصقالبة، وفي نهايتها فصلٌ مبتورٌ يَصِفُ دولة الخزر وعاصمتها أتيل. والمخطوطة نفسها ليست كاملة، إذ إن نصَّها يَنْقَطِعُ وسط فقرة تَصِفُ بلاد الخزر.
يرجع الفضل في اكتشاف مخطوطة مشهد إلى الباحث الروسي (ذي الأصل البشكيري) زكي وليدي طوقان، والذي فرَّ من روسيا إلى إيران اتقاءً للسياسات العنصرية للرئيس السوفيتي الأول فلاديمير لينين. واكتشف زكي طوقان أثناء دراسته هناك سنة المخطوطة محفوظةً في مكتبة العتبة الرضوية (واسمها الحالي: مكتبة آستان قدس رضوي المركزية).
استلم معهد دراسات الاستشراق الروسي في سانت بطرسبرغ ورقتين مصوَّرتين عن مخطوطة مدينة مشهد في سنة 1924، ولم تصل الأوراق المُصوَّرة لسائر نص الرسالة إليه إلا بعد عشر سنوات، فكانت هذه الأوراق المُصوَّرة نقطة تحوّل في المعرفة القائمة برحلة "ابن فضلان"، وتهافت الباحثون لترجمتها ودراستها منذئذٍ.

#### محتوى المخطوطة

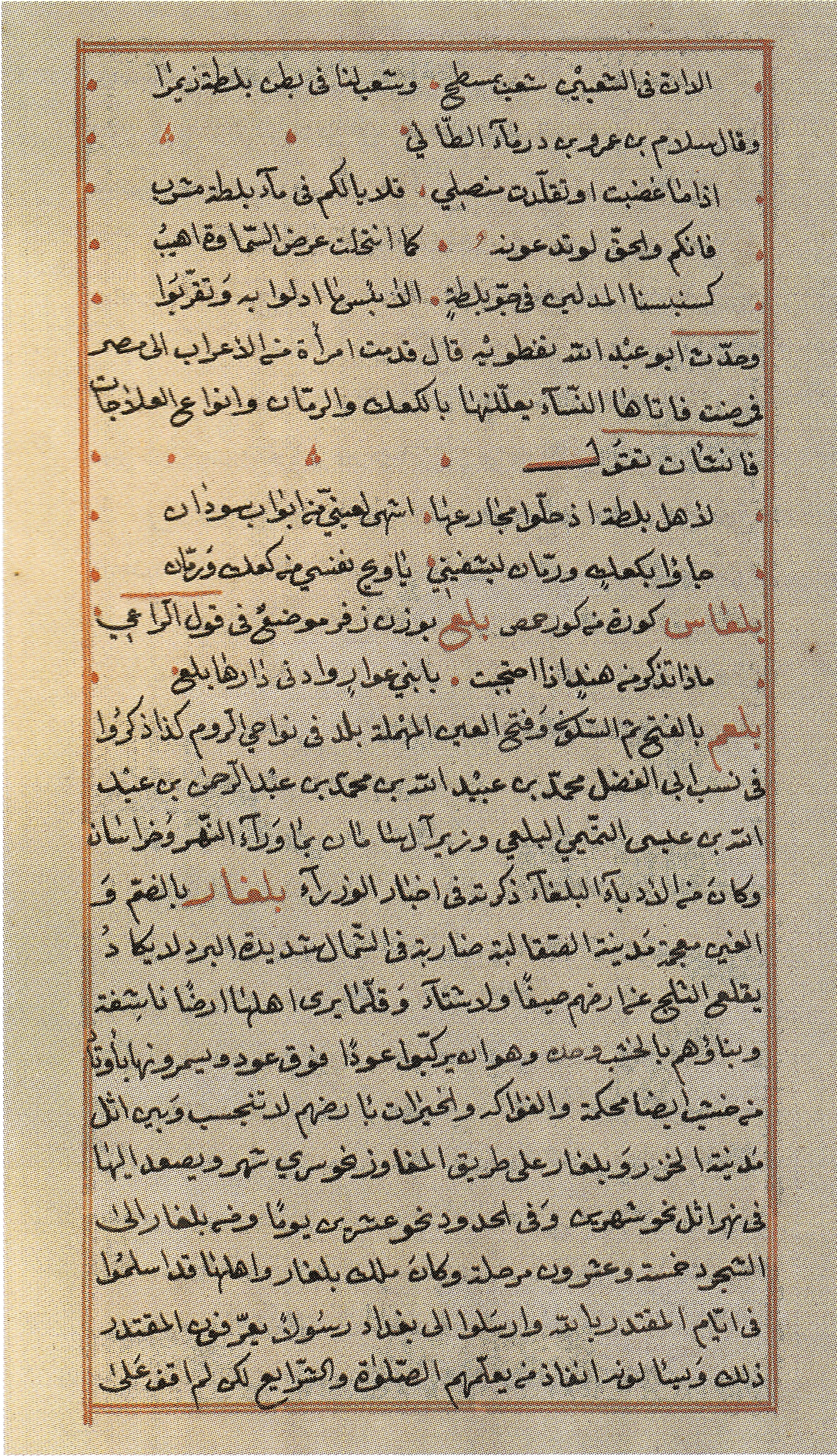
جانب من مخطوطة ابن فضلان الأَكْمَل المعروفة، والمكتشفة في مدينة مشهد.

تتضمَّن مخطوطة مشهد -في نصٍّ واحد- عدّة نصوص تراثية للجغرافيين والرحالة العرب، هي كالآتي:
- رسالة لأبي دلف الينبوعي (وهو رحَّالة ذهب إلى بلاد الصين والترك).[18]
- رسالةٌ صاحبها غير معروف، فاتحتها هي: "أما بعد حمد الله"، وخاتمتها: "عبرة لأولي الألباب".[عر 52] ولعلَّها لأبي دلف كذلك.[18]
- النصف الأول من معجم البلدان لياقوت الحموي.[18]
- رسالة ابن فضلان بأكمل نصوصها المعروفة حاليًا.[18]

يُبيِّن التحقيق أن مخطوطة رسالة ابن فضلان المكتشفة في مدينة مشهد تتطابقُ تطابقاً كبيراً مع الاقتباسات التي أوردها ياقوت الحموي في مواضع عديدةٍ من معجم البلدان، ولو أن بينهما اختلافات طفيفة في بعض المواضع، ولعل بعض هذه الاختلافات هي تعديلاتٌ متعمَّدة أدخلها ياقوت على الرسالة.
يعود تاريخ مخطوطة مشهد إلى القرن الحادي عشر الميلادي، وهي وقف لرجلٍ اسمه ابن خاتون العاملي مؤرَّخ بسنة 1067 هـ. وقد أهملت هذه المخطوطة فظهرت عليها عوامل التقادم بالزمن، خصوصًا من الرطوبة التي طمست كثيرًا من أجزائها، وكذلك الأرضة التي ألتفت ومزَّقت مواضع أخرى بسبب عدم التجليد وضعف الصيانة، مما يجعل قراءتها صعبةً ويُجْبِرُ المحقّقين على تكميل المطموس أو المبتور، وهو ما اقتبسوه أحيانًا من نسخة ياقوت الحموي في معجم البلدان أو خمَّنوه في أحيانٍ أخرى.
يرى سامي الدهان من تجربته في التحقيق العربي الأول للمخطوطة الأصلية أن ناسخها غير ضليعٍ باللغة العربية، إذ إن فيها تصحيفًا كبيرًا يدلُّ على قلَّة فهم النسَّاخ للكثير من مواضع النص، وعلى ضعفه بقواعد النحو العربي، بما فيها تصريف الأعداد والمفعول به والممنوع من الصرف، ويظهر في بعض المواضع أنه أساء نقل أسماء الألبسة والأعلام وغيرها، ممَّا سبَّب مصاعب كبيرةً في التحقيق. ورغم ذلك، فإن كثرة الاتفاق بين هذه النسخة وما اقتبسه ياقوت في معجم البلدان يشير إلى أنه استعان بنسخةٍ قريبةٍ منها.

### ترجمات مخطوطة مشهد وتحقيقها

#### الإصدارات الأولى
كان زكي طوقان أول مؤرّخ ينكبُّ على دراسة هذه المخطوطة بنصّها الكامل، وذلك كجزء من أطروحته لدرجة الدكتوراة في جامعة بون. فقد ترجم زكي طوقان نصَّ الرسالة إلى اللغة الألمانية، وأضاف إليها تعليقاتٍ وشروحاتٍ مطوّلة، ونشرها في كتاب متكامل طُبِعَ بمدينة لايبزيغ سنة 1939، متضمنًا نص مطبوعًا بالحروف العربية مع ترجمته الألمانية. وفي تلك السنة نُشِرَت في موسكو ترجمة باللغة الروسية نقلها الباحث إغناطيوس كراتشكوفسكي، مرفقاً مع ترجمته صوراً عن صفحات مخطوطة مشهد كاملةً. لكن ترجمة كراتشكوفسكي اقتصرت على إرفاق صور مخطوطة مشهد، بدون طباعة نصّها وتحقيقه بحروفٍ عربية كما فعل زكي طوقان، مما يشير إلى أن عمله جاء للمستشرقين حصرًا والروس منهم خاصَّةً. ولم يكن هذا النصّ العرب ولا صور المخطوطة متوفّرةً آنذاك في العالم العربي.

#### التحقيق والنشر عربيًا

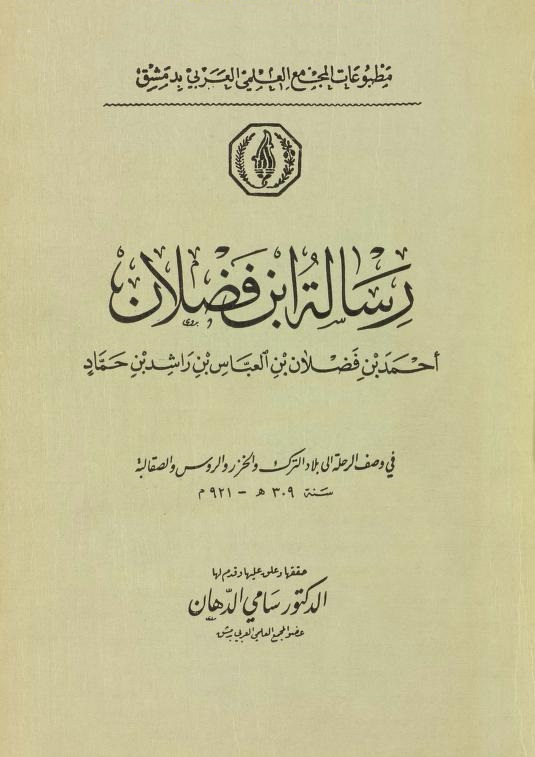
غلاف رسالة ابن فضلان بنسختها العربية المحقَّقة الأولى، من تحقيق سامي الدهان ونشر مجمع اللغة العربية في دمشق.

صدرت الطبعة العربية الأولى من "رسالة ابن فضلان" بنصِّها المعروف حالياً في دمشق سنة 1959، بتحقيق الأديب سامي الدهان ونشر مجمع اللغة العربية في دمشق، مُتضمِّنةً مقدمة وشروحات موسَّعة. وقد اعتمد سامي الدهان في تحقيقه على الصور الكاملة للمخطوطة التي أرفقها كراتشكوفسكي مع الترجمة الروسية، وربّما -كذلك- على الترجمة الألمانية لزكي وليد طوقان، رغم أن "سامي الدهان" أشار إلى كثرة ما في هذه الترجمة من أخطاء.
أمضى سامي الدهان في التحقيق سنواتٍ بدايتها عام 1951، بناءً على طلبٍ من رئيس مجمع اللغة العربية آنذاك محمد كرد علي. وصدرت الطبعة الثانية للرسالة باللغة العربية عن مديرية إحياء التراث العربي التابعة لوزارة الثقافة السورية سنة 1977، وتبعتها -أخيراً- طبعة ثالثة من مكتبة الثقافة العالمية في بيروت سنة 1987. وأعيدَتْ طباعة الرسالة وتحقيقها من باحثين عرب ودور نشر أخرى منذئذٍ، وقد اعتمدت كثير من الطبعات اللاحقة على التحقيق المعروف لسامي الدهَّان.
نشر الباحث اللبناني "يوسف أسعد داغر" في سنة 1961 مقالاً في مجلة الأديب اللبنانية، معنونًا إياه: «رحلة ابن فضلان إلى روسيا والبلغار». وقد عرَّف المقال بالرسالة والأبحاث القائمة حولها في الغرب آنذاك، وأبرزهم المستشرقون الروس. وبالمِثْل، نشر التونسي "أحمد خالد" دراسةً مُطوَّلة على ثلاث مراحل، صدرت في مجلة الفكر سنة 1970: «رسالة ابن فضلان بين التقرير السفاري وأدب الرحلات»، وهي دراسةٌ تَشْمَلُ جوانب الرحلة الدينية والسياسية والاجتماعية.
صدرت طبعة عربية جديدة في سنة 2003 حقَّقها وقدَّم لها شاكر لعيبي، ونشرتها بالتشارك المؤسسة العربية للدراسات والنشر مع دار السويدي للدراسات والنشر، وهي نسخة اعتمدت عليها "خولة شخاترة" في إصدار جديد تُشِرَ سنة 2021 عن جامعة جدارا والآن ناشرون.

#### التحقيق والنشر أجنبيًا
نقل المؤرخ السوفيتي "إي بي كوفاليفيسكي" الرسالة إلى اللغة الروسية سنة 1956، وذلك قبل قتله ضمن تطهيراتٍ جوزيف ستالين السياسية، فطُبِعَت بعنوان: «كتاب أحمد ابن فضلان عن رحلته إلى نهر الفولغا في سنة 921-922». ونقلها إلى اللغة الفرنسية المستشرق "ماريوس كانار"، ونشرها في الجزائر عام 1958: «وصف رحلة ابن فضلان لبلغار نهر الفولغا»، وهي ترجمة أعيدت طباعتها في إصداراتٍ كثيرة على مر السّنين.
تجمع بعض الكتب الحديثة بين ابن فضلان وغيره من الرحالة في سياقٍ واحد، وتعتبر رحلته وصفاً -بالأساس- للشعوب الإسكندنافية في روسيا وأوروبا (ومن أمثلة ذلك كتابات المؤرخ الأمريكي ستيوارت ن. غوردون)، ويرى بعض الباحثين أن في هذا انتقاصاً من قيمة الرسالة ومحتواها الغنيِّ الذي يتناول شعوباً شتى في العالم القديم.
ترجم باحث دكتوراة اسمه "جيمس ماك كيثان" رسالة "ابن فضلان" إلى اللغة الإنكليزية ضمن أطروحته لدرجة الدكتوراة، فنشرها في سنة 1979: «رسالة ابن فضلان: ترجمة مع مُقدِّمة وشروحات». بدأ الباحث الأمريكي ريتشارد فراي بالكتابة عن ابن فضلان في الخمسينيات، ونشر بعد بحثٍ مضنٍ ترجمة كاملةً للرسالة مع شروحاتها في سنة 2005، معنونًا إياها: «رحلة ابن فضلان إلى روسيا: رحَّالة في القرن العاشر من بغداد إلى نهر الفولغا». ومن أحدث الترجمات المنشورة للرسالة ترجمة دار بنغون للنشر، متضمّنةً تعليقاتٍ في كتاب: «ابن فضلان وأرض الظلام: رحَّالة عربٌ في الشمال الأقصى».

#### دراسات أخرى
تستمرُّ دراسة رحلة "ابن فضلان" حاليًا ولو لم تَكُن متضمنةً دومًا ترجماتٍ كاملةٍ أو جديدة لرسالته. فقد علَّق المؤرخ الأمريكي "ستيوارت ن. غوردون" على الرسالة في مجموعةٍ نشرها للرحَّالة الآسيويّين (سنة 2008). كما نشر أستاذ الدراسات العربية والفارسية في جامعة كامبريدج ("جيمس مونتغومري") مقالاتٍ عِدّة عن الرحلة في مجلات محكَّمة (في سنوات 2000 و2004 و2014). واستعان المؤرخ الأمريكي "توماس إس. نونان" بنص الرسالة في كتبٍ عِدّة عن اختصاصه حول تاريخ دولة الخزر ونشأة كييف روس. فيما سبق ذلك، تركَّز السواد الأعظم من الدراسات المنشورة عن رسالة "ابن فضلان" حول طقس الدفن بحرق السَّفينة عند الروس، الذي وثَّقه كشاهد عيان.

### النقص المحتمل في مخطوطة مشهد
صحَّحت مخطوطة مشهد كثيرًا من التصوّرات السابقة والأخطاء حول رسالة "ابن فضلان"، من ضمنها -مثلًا- نَسْبُ كتابات غيره إليه، كما وقع حينما نسب إليه أحد الباحثين مؤلفات الأديب الفارسي محمد عوفي. لكن المخطوطة قد لا تكون مكتملة، إذ إن نصَّها مبتورٌ في منتصف صفحةٍ فيها وصف بلاد الخزر، كما أن المخطوطة لا تتطرَّق مطلًقا إلى رحلة عودة "ابن فضلان" من بلغار إلى بغداد.
يذكر ياقوت الحموي في بعض مواضع معجم البلدان أن رسالة ابن فضلان المعروفة في زمنه كانت تتضمَّن وصفاً لرحلة العودة من بُلْغَار إلى بغداد، ولكن ياقوت لم يقتبس شيئاً من نصّ رحلة العودة في كتابه، وهذا النصّ ناقصٌ -كذلك- من المخطوطة المقطوعة أصلاً، ولم يعثر الباحثون على أثرٍ له في الكتب التراثية الأخرى حتى الآن. وبناءً على ذلك، يظنُّ الباحثون أن مخطوطة مدينة مشهد والنصوص المقتبسة في معجم البلدان ليست إلا اختصارات لرسالة ابن فضلان الكاملة، التي قد تكون أطول في نصِّها بقدرٍ مُعْتَبَر. وقد يدلُّ على ذلك أن الكثير من مواضع الرسالة تبدأ بكلمة: "قال:"، متبوعةً بكلام "ابن فضلان"، وقد تشير هذه الكلمة إلى أن الناسخ اختصر في النقل أو الاقتباس عن نصٍّ أطول، لكن كلمة «قال» تَرِدُ -كذلك- في كتبٍ تراثية أخرى لا يدور شكٌّ حول كمالها، وبالتالي فإنها ليست دليلاً واضحًا.

## مُلخَّص الرسالة

### الفاتحة

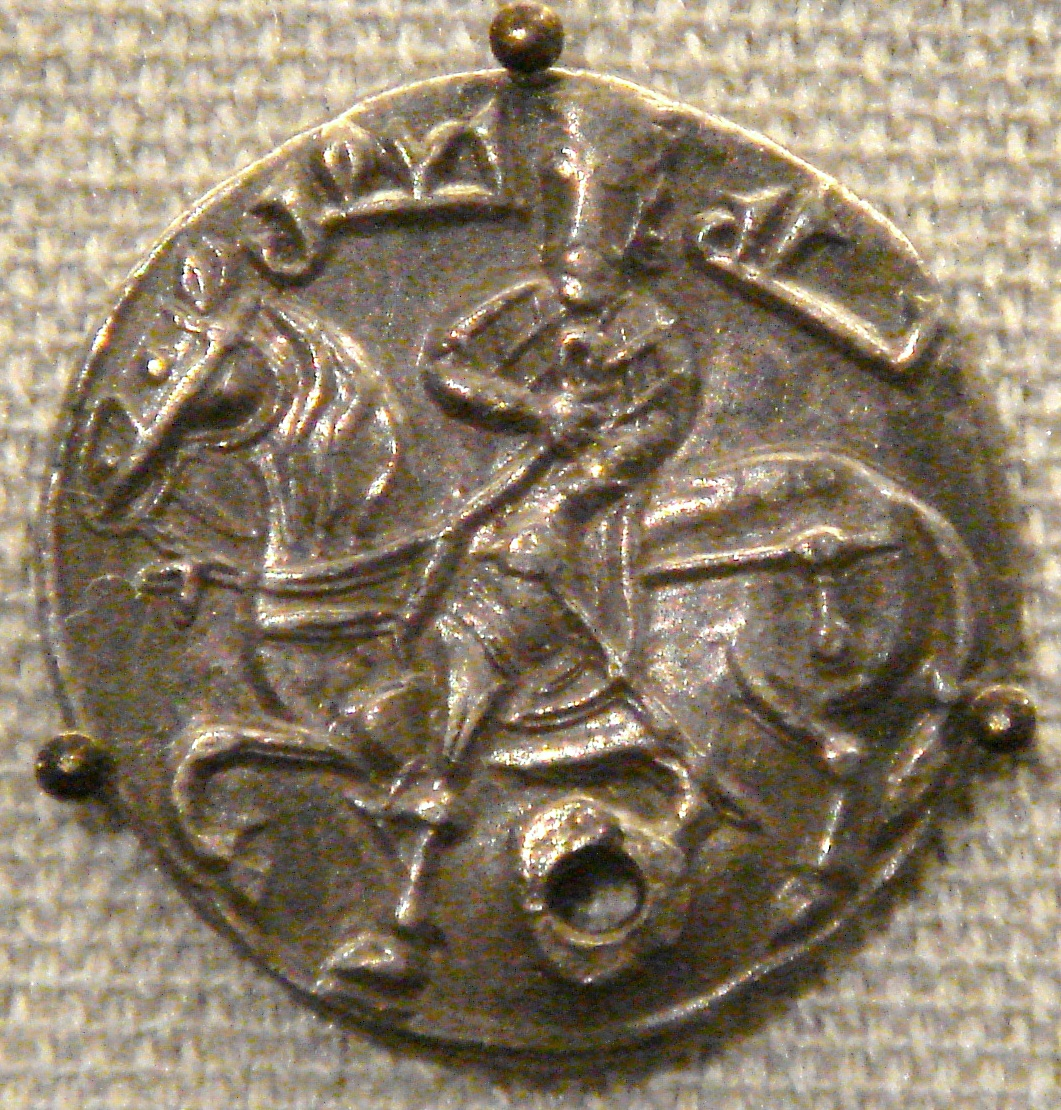
نقدٌ طُبِعَ عليه اسم الخليفة المقتدر بالله ("جعفر")، يعود إلى القرن العاشر.

التمس حاكم الصقالبة، ألمش بن شلكي (المُلقَّب: "يلطوار") من الخليفة العباسي أن يُرْسِلَ إليه من يُعلِّمه وشعبه شريعة الإسلام ويُفقِّهُه في الدين، ويبني لهم مسجدًا وحصنًا يحتَمُون فيه من أعدائهم الخزر، وهي طلباتٌ جاء بها سفير الصقالبة: "عبد الله بن باشتو". ووافق الخليفة المقتدر على إنفاذ سفارةٍ إلى بلاد الصقالبة لإجابة طلبات الصقالبة هذه، وضمَّت السفارة "ابن فضلان" ومعه ثلاثة أصحابٍ وكَّلهم الخليفة بمرافقته (اقرأ أعلاه في قسم: "السفارة")، وكُلِّفَ "ابن فضلان" بقراءة كتاب الخليفة وتسليم الهدايا والإشراف على الفقهاء والمُعلِّمين. فانطلقت السفارة في شهر صفر سنة 309 هـ، وهو في صيف سنة 921م.

### الفرس

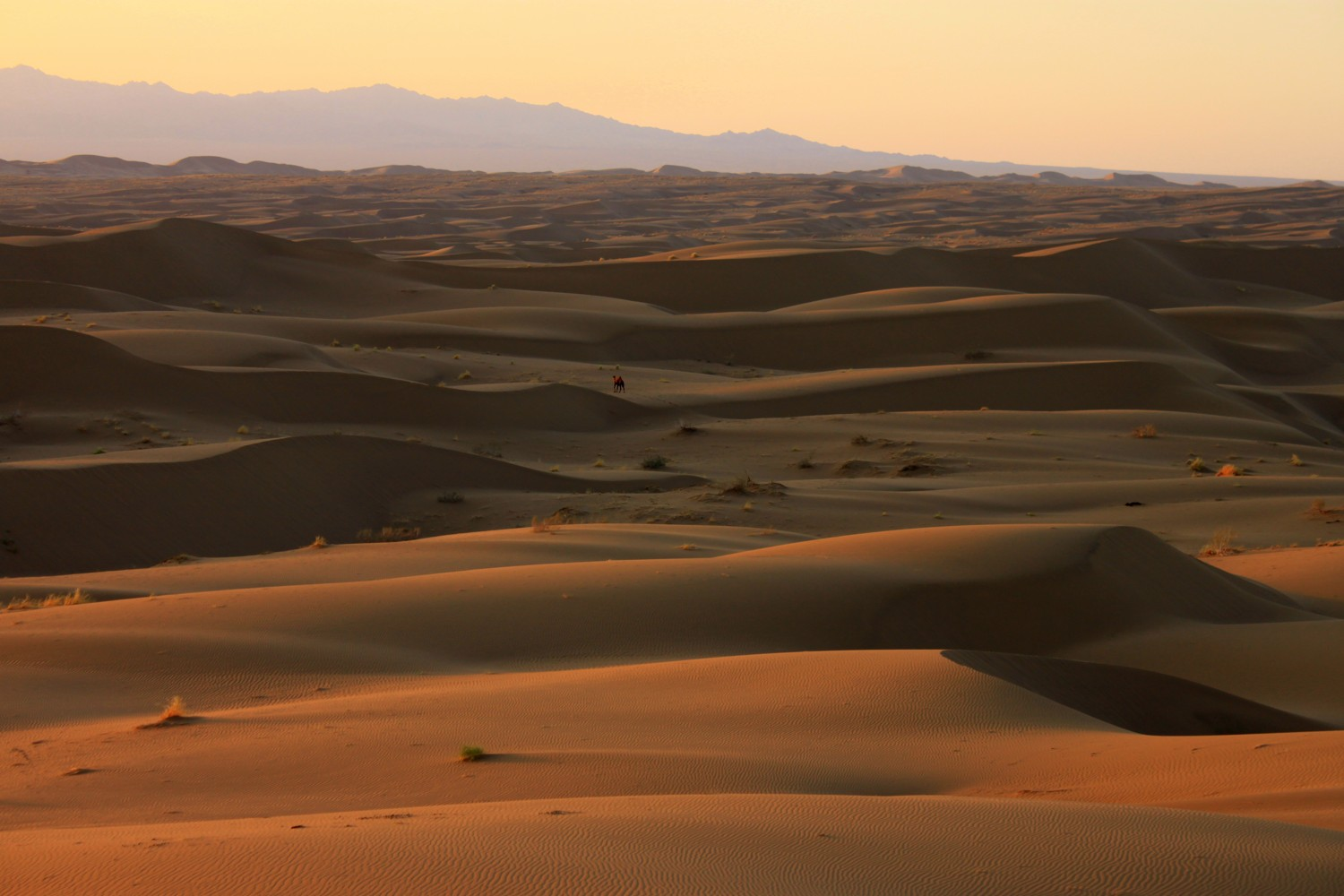
صحراء كوير في شمال إيران، ولعلَّها شبهيةٌ بالصحارى التي قطعها "ابن فضلان" أثناء ارتحاله عبر فارس، خصوصًا من صحراء أو مفازة آمل الشهيرة.

يَقْتَصِرُ عبور "ابن فضلان" لبلاد فارس على سرد مُقْتَضَب للمدن التي يعبرها، وتعديد الاستراحات الخاطفة التي أمضاها في محطَّات مثل همذان والري. ولعل السبب في هذا الوصف والعبور السَّريعَيْن هو قُرْب "ابن فضلان" من البلاد الفارسية ومعرفته بها، على عكس البلدان التي رآها فيما بعد، أو قد يكون لدافعٍ من دوافع الرحلة أجبره وأصحابه على عبور هذه البلاد بسُرْعة أكبر من سواها. وقد سار طريق "ابن فضلان" عبر مدن فارسية كبرى منها نيسابور ومرو، ولو أنه لا يُعْطِي لها أي أوصاف في رسالته، ثم عبر مفازةً (أي: صحراء) وصولاً إلى مدينة آمُلْ، ومنها عبر نهر جيحون وصولاً إلى بخارى.

### الأتراك

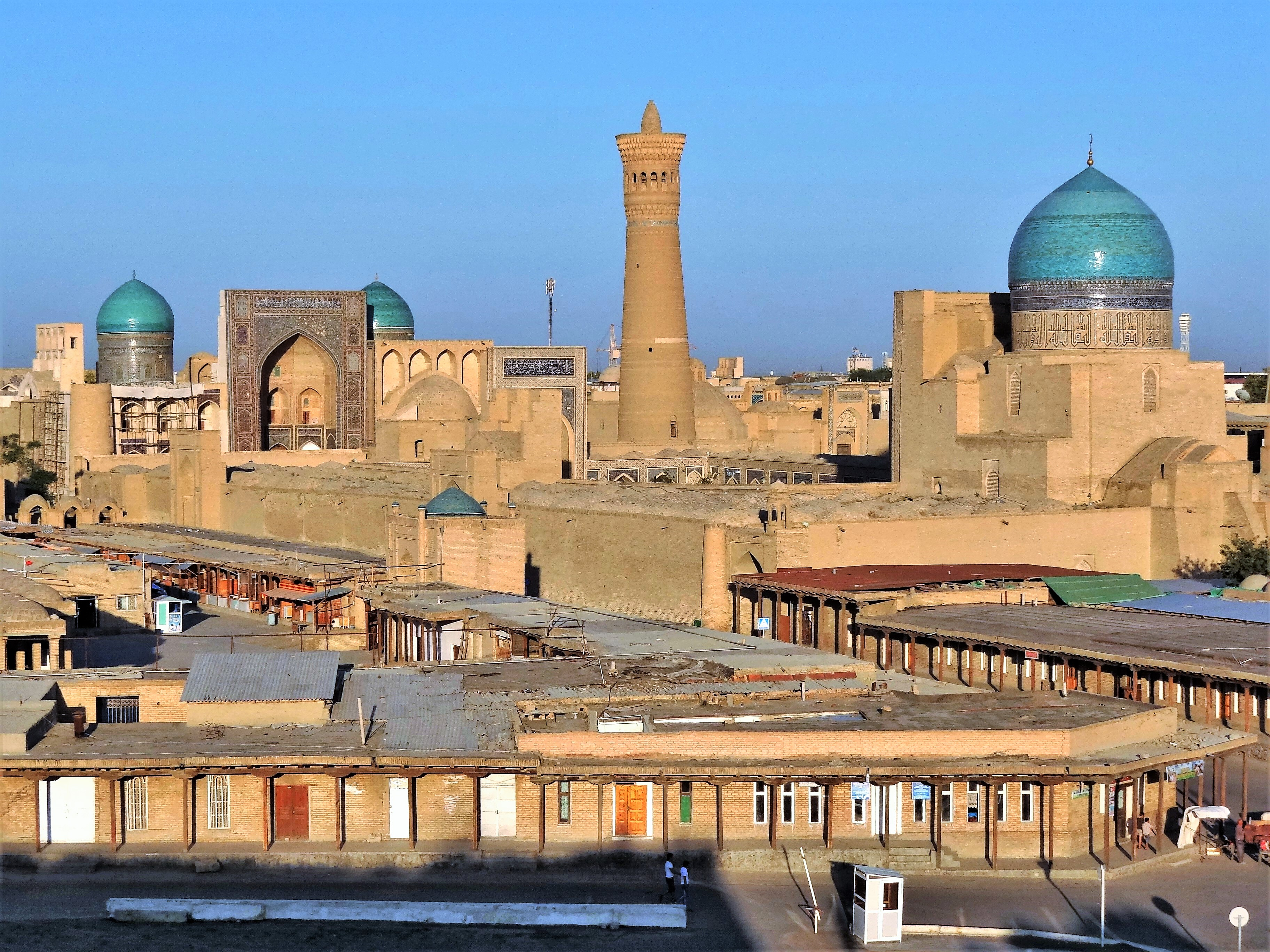
المنطقة الأثرية في مدينة بخارى، التي التقى فيها "ابن فضلان" وأصحابه حاكم الدولة السامانية، وحيث انتظروا لحوالي شهر وصول "أحمد بن موسى" الذي كان يُفْتَرَضُ أن يُسلِّمهم أموالًا يحملونها إلى ملك الصقالبة.

رسم تخيلي لابن فضلان ومن معه في أثناء عبوره أحد الأنهار، ذكر ابن فضلان استعمال أطواف منفوخة من جلد الجمال، وهي إحدى التفاصيل الكثيرة التي يسردها باسترسالٍ في رسالته.

كانت بخارى في وقت وصول بعثة "ابن فضلان" إليها عاصمةً للدولة السامانية، وقد استقبلهم فيها الوزير الشهير الجيهاني (صاحب كتابٍ جغرافي معروفٍ رُغْم ضياع مخطوطاته، وهو: «المسالك في معرفة الممالك»)، واصطحبهم إلى بلاط نصر بن أحمد، وهو الأمير الشاب للدولة آنذاك. وقد قرأت السفارة على الأمير الساماني كتاب الخليفة المقتدر، الذي يَطْلُبُ فيه من السامانيِّين تسليم 4,000 دينار ذهبية من خراج ضيعة "أرثخشمثين" للسفارة، ليحملوها معهم إلى ملك الصقالبة. لكن المُكلَّف باستلام النقود (وهو: "أحمد بن موسى الخوارزمي") لم يَصَاحِبْ سفارة "ابن فضلان" حينما انطلقت من بغداد، وإنما سار في إثرهم بعد خمسة أيام، وقد دَبَّر الوزير العباسي ابن الفرات أو أحد أتباعه (وهو صاحب خراج ضيعة "أرثخشمثين"، حسب الرسالة) لاعتقال "أحمد بن موسى" في مدينة مرو والزجِّ به في السجن، ولذلك فإنه لم يلحق بسائر البعثة قط.

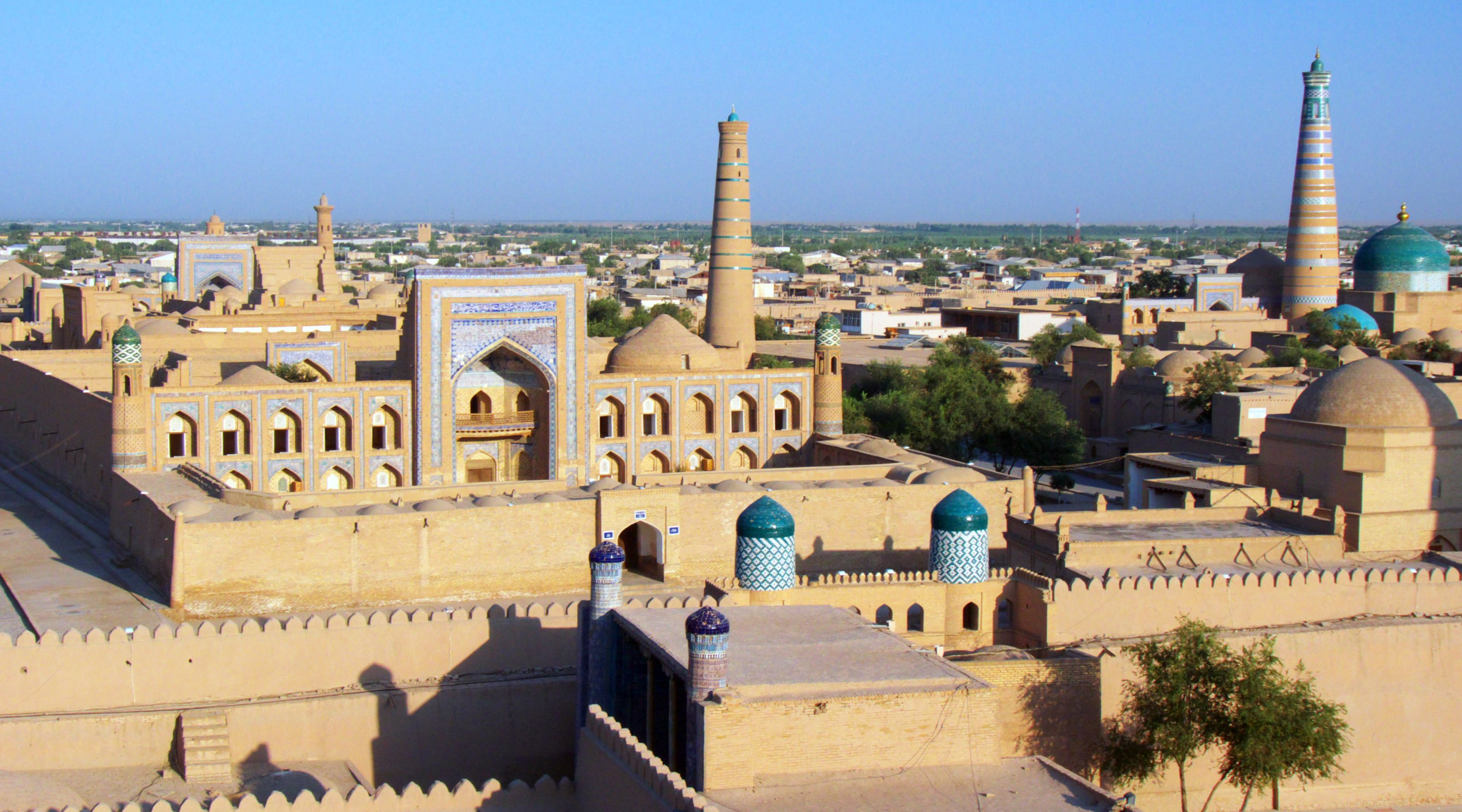
تأخَّرت سفارة "ابن فضلان" في مدينة خوارزم (خيوة حاليًا) بسبب تشكيك حاكمها (التابع للدولة السامانية) بأهداف السفارة وببعض أفرادها.

تأخَّرت السفارة في مدينة بخارى 28 يومًا في انتظار وصول "أحمد بن موسى الخوارزمي" ومعه المال المفقود. وضاق عليهم الوقت في هذه الأثناء لاقتراب فصل الشتاء، ممَّا دفع "ابن فضلان" وأصحابه إلى المضيِّ قدمًا على أن يتبعهم "أحمد بن موسى" فيما بعد (ولم يكونوا يعرفون باعتقاله)، فعادوا إلى نهر جيحون وعبروه بزورقٍ إلى مدينة خوارزم. وكانت خوارزم المدينة التي سكن فيها -سابقًا- "تكين التركي"، أحد أعضاء السفارة، لكن كانت لـ"تكين" سمعة سيّئة في المدينة لأنه كان حدادًا يُشَكُّ في أنه كان يبيع لقبائل الأتراك (شمال خوارزم) الأسلحة والعتاد. بالإضافة إلى ذلك، شعر حاكم خوارزم (وهو وقتئذٍ "محمد بن عراق خوارزم شاه") بأن السفارة كانت حيلةً لعَقْد حلفٍ مع "البلغار" يُسْتَثنَى منه السامانيون، الذي كانت خوارزم تابعةً لهم، ودفع باللوم على "تكين" بأنَّه السبب في كَيْد هذا الأمر. ونجح السفراء بصعوبةٍ بإقناع "خوارزم شاه" بأن يسمح لهم بعبور مدينته، متعلِّلين بكتاب الخليفة المقتدر وبسماح الأمير الساماني لهُم بالخروج من بخارى.

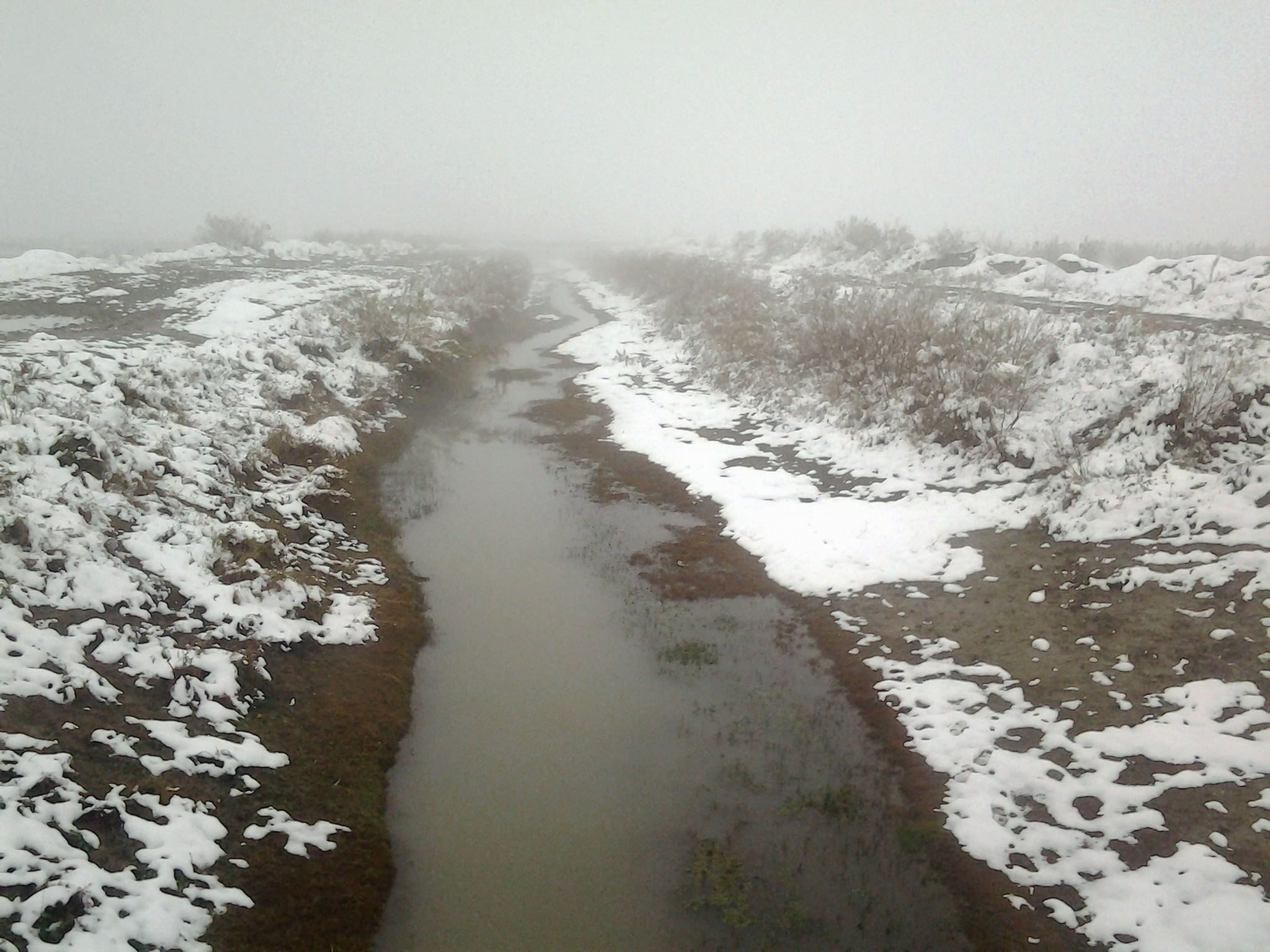
أمضت السفارة فصل الشتاء بطوله في جرجانية بسبب تجمُّد نهر جيحون وحلول الشتاء القارس.

بلغت السفارة أخيرًا مدينة جرجانية، وهي من أكبر وأبعد حواضر بلاد ما وراء النهر. وكانت نيَّتهم أن يمكثوا فيها أيامًا معدودات، لكن داهمهم الشتاء وتجمّد نهر جيحون واستحال الطقس زمهريرًا، فاضطرُّوا على أن يبقوا في المدينة ثلاث شهور كاملة ذوبان النهر. وفي هذه الأثناء، قرَّر الفقيه والمعلم اللَّذَيْن رافقا السفارة أن ينفصلا عنها، فعادا منها إلى بغداد، وبَقِيَ في السفارة (على حسب ما نعلم): "سوسن" و"بارس" و"تكين" و"ابن فضلان". وبعد هذا التأخير الكبير، ارتحل أعضاء البعثة الباقون من جرجانية نحو برارٍ قَفْرٍ غير معمورةٍ في وسط آسيا، إذ يروي "ابن فضلان" -مثلاً- أنهم لم يقابلوا إنسانًا لعشرة أيام في إحدى مراحل الرحلة، ولذلك تزوَّدوا من جرجانية بكل ما يحتاجونه لثلاثة شهور حتى بلوغ بلغار من: قوارب الجلد لعبور الأنهار والجمال التركية لحمل المتاع والخبز والدخن واللحم المقدد. ومضوا يسيرون في البرد القارس يلتحفون بطبقاتٍ ضخمة من الملابس تستعصي معها الحركة.

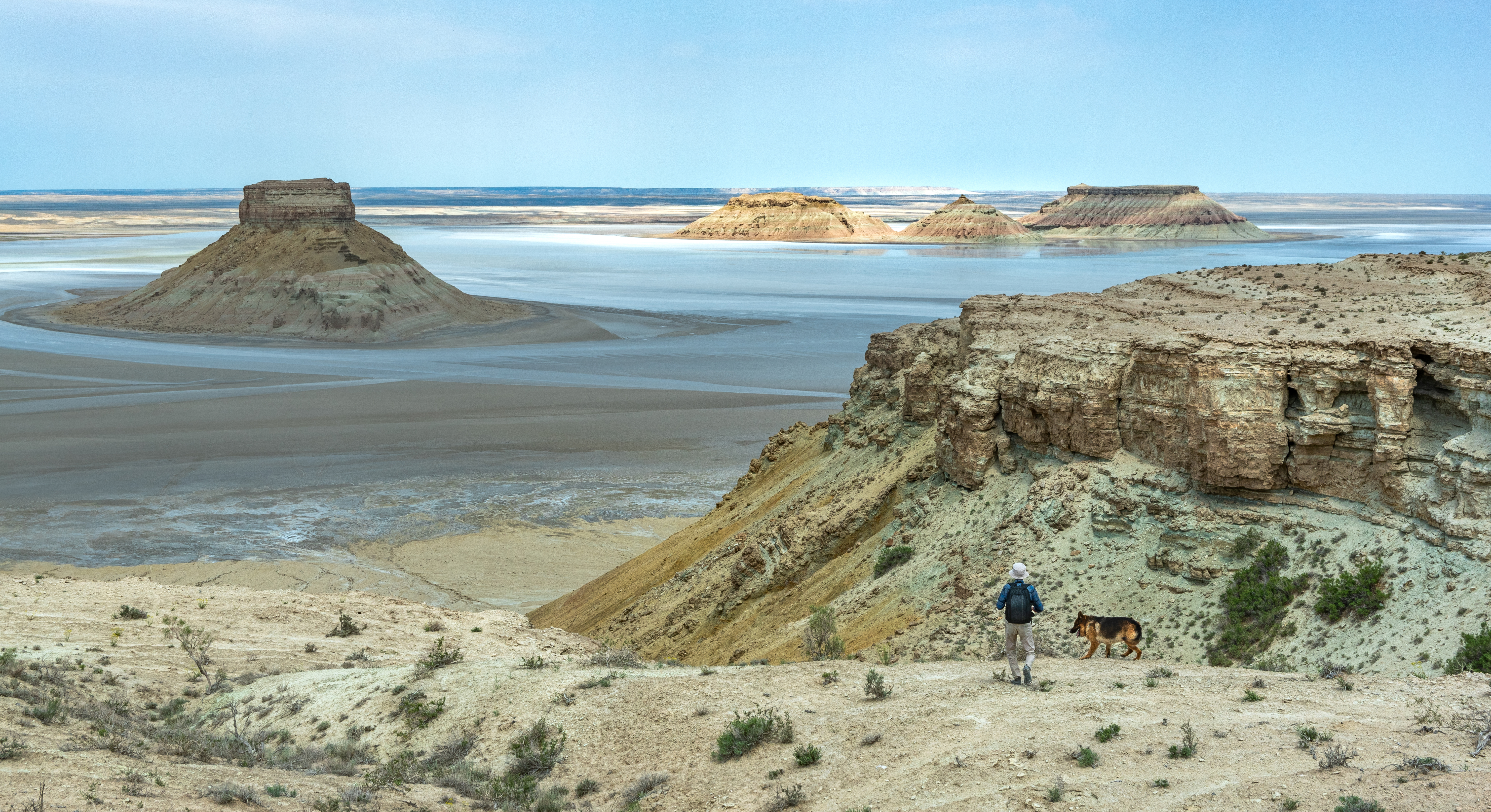
عبر "ابن فضلان" وأصحابه برارٍ مُقْفِرةً واسعةً في هضبة استجورت بدولة كازاخستان الحديثة لبلوغ بلاد الصقالبة.

أثناء عبور السفارة لبلاد الترك فيما بعد جرجانية، دخلت أرض هضبة استجورت التي كانت ترعى فيها آنذاك قبائل أتراك الأوغوز أو الغُزِّيَّة، ووقعت السفارة في أسر مجموعةٍ من هؤلاء. فقد احتجز السفارة قائد للترك اسمه "ينال الصغير" (هو ولي العهد عند الغُزِّية يومها)، والذي لم يُصدِّق الهدف من الرحلة قائلًا: «لهذا شيء ما سمعنا به قط، ولا ظنُّنا أنه يكون». ولم يوافق على إطلاق سراح "ابن فضلان" وأصحابه إلا بعد أن حصل منهم على مجموعة من الهدايا. وبلغت السفارة بعدها قائد جيوش الأتراك الغزية، وهو رجل اسمه "أترك بن القطغان"، وكان يحمل المبعوثون معهم كتابًا له من "نذير الحرمي" (مثله في ذلك مثل ملك الصقالبة)، فقرؤوا عليه الكتاب الذي يدعوه إلى اعتناق دين الإسلام، وقدَّموا هدايا مخصَّصة له ولزوجته، لكنه احتجزهم عنده قائلًا أن عليه أن يستشير زعيم الغزية الأكبر ومستشاريه فيما يفعل بهم. وقد قال أحد مستشاريه: «هذا شيءٌ ما رأيناه قط، ولا سمعنا به، ولا اجتاز بنا رسول سلطان مذ كنا نحن وآباؤنا» (مما يدلُّ على أن رحلة "ابن فضلان" كانت الأولى من نوعها). غير أنه وافق -في نهاية المطاف- على إخلاء سبيلهم بعد أن حصل منهم على هدايا من طعام وملابس وغيرها. عبر المسافرون نهر الأورال، وهو أسرع وأضخم نهرٍ مرُّوا به، يمضون نحو بلاد الصقالبة.

### البلغار أو الصقالبة

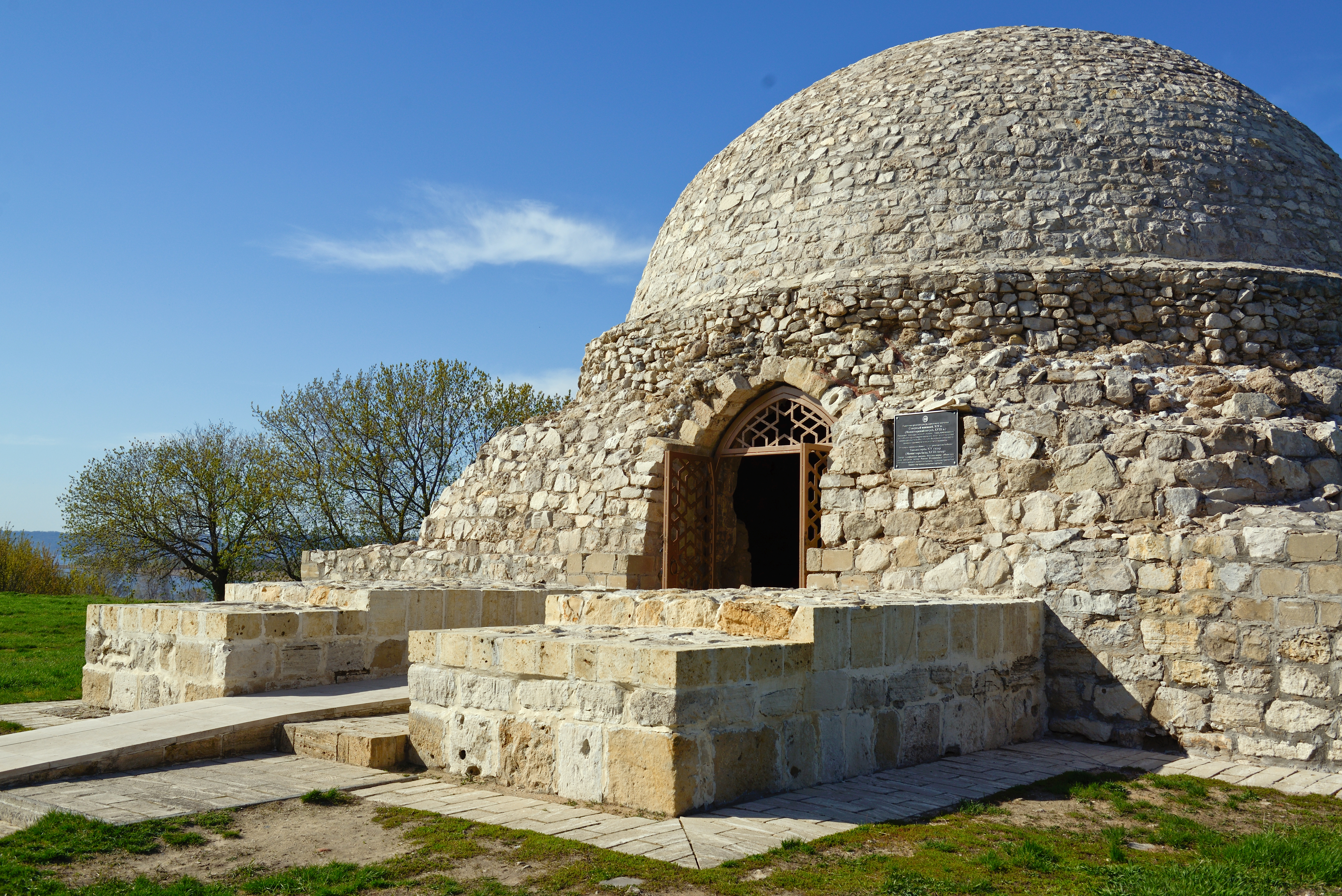
دفن بلغار الفولغا أو الصقالبة موتاهم في قببٍ حجريَّة تُشْبِهُ هذه، والتي يتحدَّث عنها "ابن فضلان" في وصف مدينتهم.

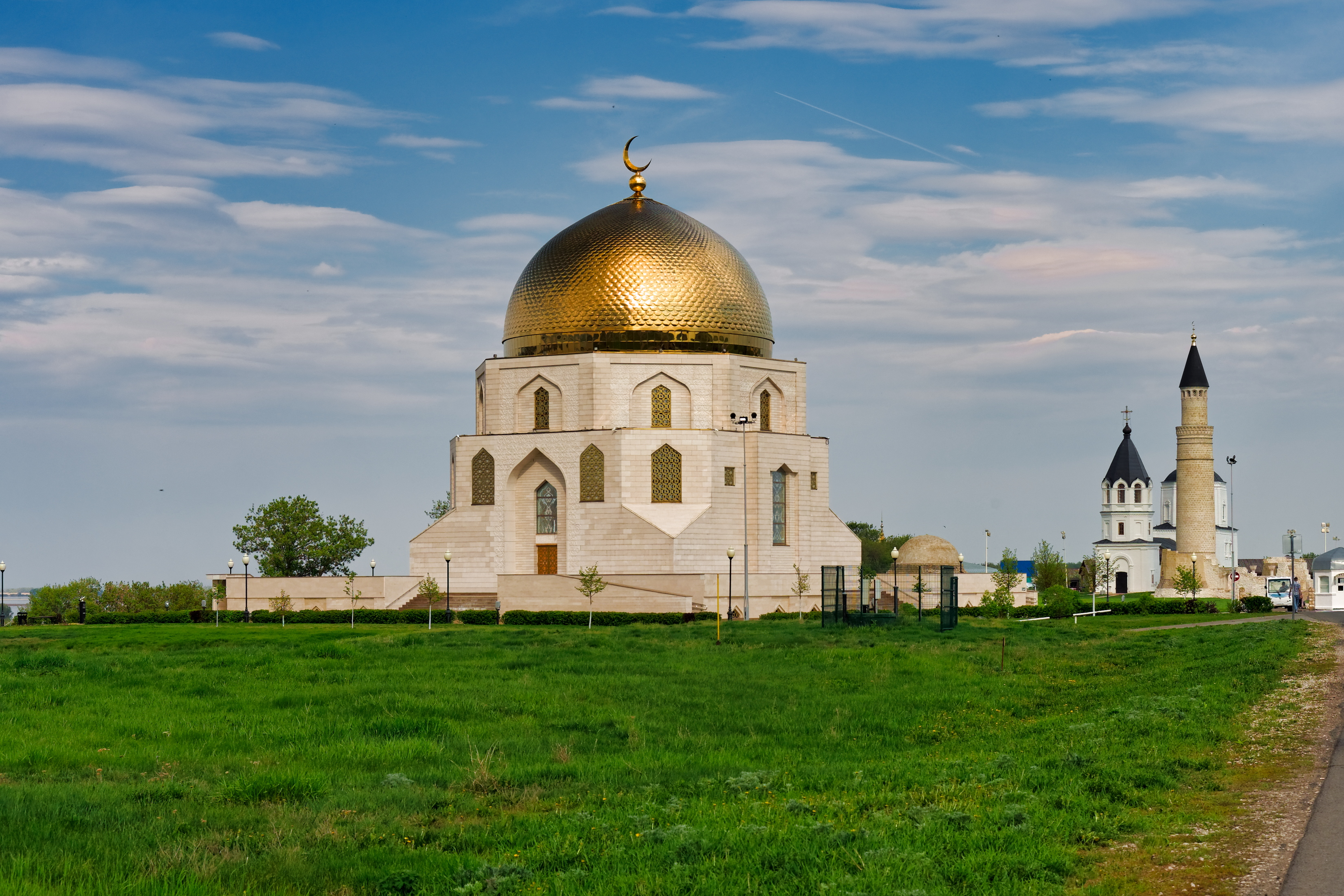
مسجد في مدينة بلغار الحديثة بروسيا، القائمة على ضفاف نهر الفولغا، قريبًا من المُخيَّم الذي أقام فيه ملك الصقالبة حينما استقبل سفارة "ابن فضلان" سنة 922م (310 هـ).

وصلت سفارة "ابن فضلان" إلى مدينة بلغار في فصل الربيع، في منتصف شهر محرم تقريبًا، حيث استقبلها ملك الصقالبة "ألمش بن شيلكي" في مخيّمه قرب مدينة بلغار الحالية، ومنحهم استراحةً لمدة أربعة أيام قبل أن يستدعيهم للقائه، وجَمَعَ حاشيته لينصتوا إلى قراءة كتاب الخليفة العباسي. وحين قراءة كتاب المقتدر، أصرَّ "ابن فضلان" على أن يَقِفَ الجميع أثناء قراءة الكتاب، بمن فيهم حاكم الصقالبة ذا الجسم الممتلئ، في علامةٍ على تفوُّق وأهمية الخلافة العباسية التي يُقْرَأ كتابها.
بعد أيام، وفي أثناء قراءة خطبة الجمعة، هال "ابن فضلان" أن قيل فيها: «اللهم وأصلح الملك يلطوار؛ ملك بلغار»، فحذَّره من أن الله وحده يُسمَّى المَلِك، وأنه لا يُمْكِنُ أن يُنَادَى في الخطبة إلا باسمه (لا بلقبه)، فقرَّر حاكم الصقالبة أن يُغيِّر اسمه الوثني إلى اسم الخليفة المقتدر، وهو "جعفر"، وأن يُسمِّي أباه "عبد الله"، فأصبح يُنَادى في الخطبة: "جعفر بن عبد الله".
سُرْعَان ما طالب حاكم الصقالبة بالمال الذي يَنْوِي أن يَبْنِيَ فيه حصنًا حول عاصمته ومسجدًا لشعبه، وحينما سَمِعَ أن "أحمد بن موسى" تخلَّف عن السفارة وأنهم مضوا في طريقه مبسبب حلول الشتاء غَضِبَ ممَّا سمعه، وشكَّك بهذه الرواية، مما وضع "ابن فضلان" وأصحابه في موقفٍ مُذِلٍ وخطير. ويُوثِّق "ابن فضلان" بأمانة حواراتٍ عِدَّة مع حاكم الصقالبة تتَّضِحُ منها سِعَة حيلة هذا الأخير في الضغوطات الدبلوماسية، وفي التَّلميح بذكاءٍ إلى ما يراه واجب سفارة "ابن فضلان" وأصحابه، محاولًا الضغط على "ابن فضلان" لتسليمه المال الذي كان ما يزال يَظُنُّ أنه بحوزته.
وصلت هذه المناورات ذروتها حينما يعترض "ابن فضلان" على عدم جواز تثنية الإقامة (أي: المُنَاداة بكلّ أقسامها مرَّتَيْن، بما يُشْبِهُ الأذان) في بلغار اقتداءً بالمذهب الحنفي، وهو ما يُخَالِفُ المذهب الشافعي الذي اتَّبعوه العباسيّون، فَرَدَّ عليه حاكم الصقالبة بأن من الأولى ألا يجوز الإخلاف بوَعْد الخليفة بالمال لقومٍ مستضعفين. ثُمَّ قرَّر حاكم الصقالبة أن يُلقِّبَ "ابن فضلان": أبا بكر الصديق، وهو لقبٌ ساخرٌ من فَشَلِ سفارة "ابن فضلان" في الالتزام بوعدها، لكن "ابن فضلان" لم يتوانى عن توثيقه بأمانة.

### الروسية أو الفايكنغ

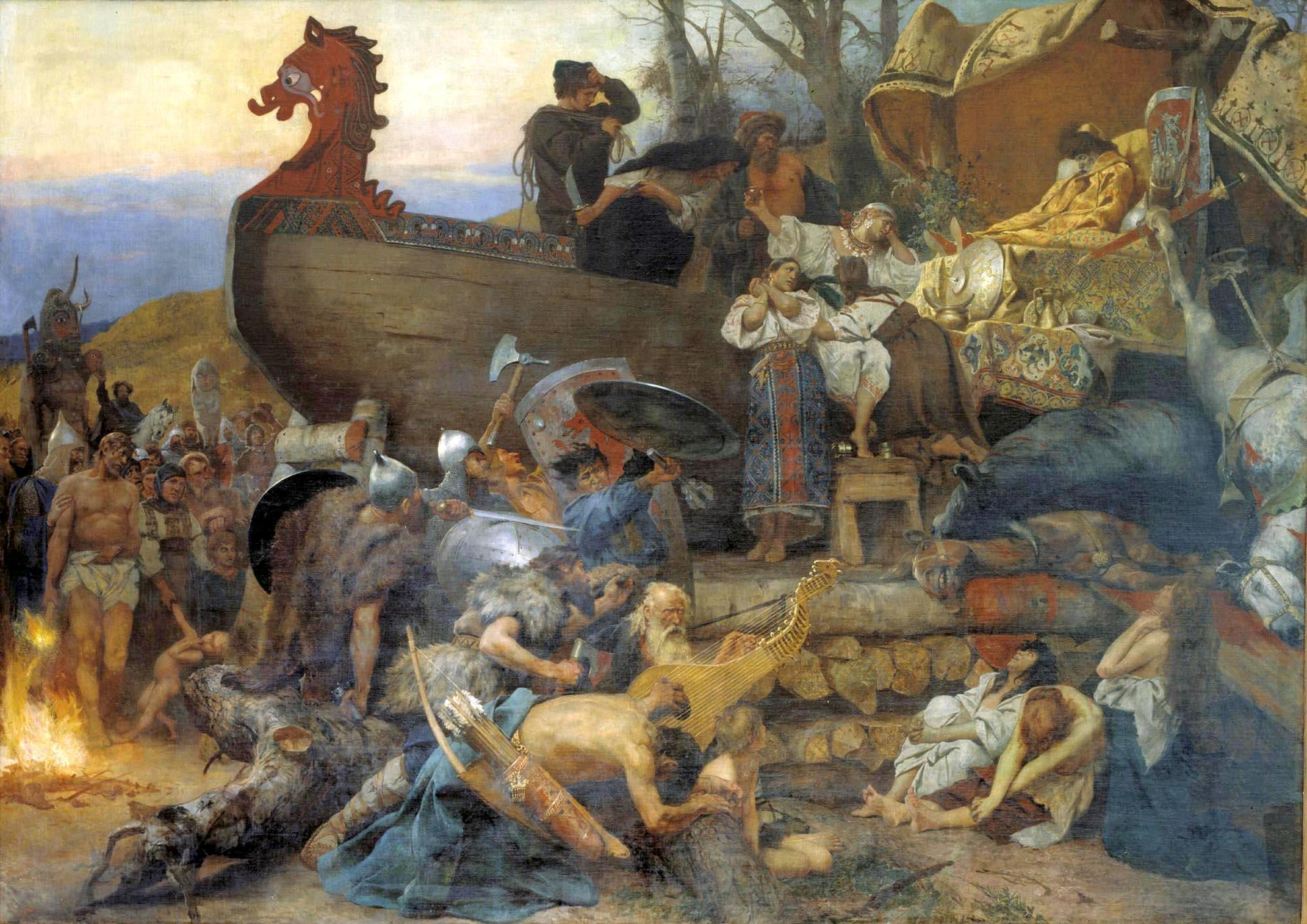
لوحة لطقوس الدفن عند الروس من رسم هنريك سيميردزكي سنة 1883م، وهي تعتمد على ما أورده ابن فضلان في رسالته.

التقى "ابن فضلان" في المُخيَّم الواقع مكان مدينة "بلغار" الحالية مجموعةً ممَّن يُسمِّيهم: "الروسية"، ويُعْتَقَدُ أن هؤلاء كانوا مجموعةً من الفايكنغ (للمزيد، اقرأ أدناه في قسم: "دراسة الرسالة")، وأنهم ربما كانوا عائدين من رحلة تجارية في كييف. يسترسل "ابن فضلان" في وصف عادات ومظاهر وملابس وتصرّفات هؤلاء القَوْم، متضمِّنةً وصفًا طويلًا لجنازة لرجلٍ من كبار قومهم، وهي جنازةٌ أقيمت على طريقة الدَّفْن بالسُّفُن، أي بإحراق جثمان الميّت داخل سفينة، وهو طقسٌ اشتُهِرَ به الفايكنغ،

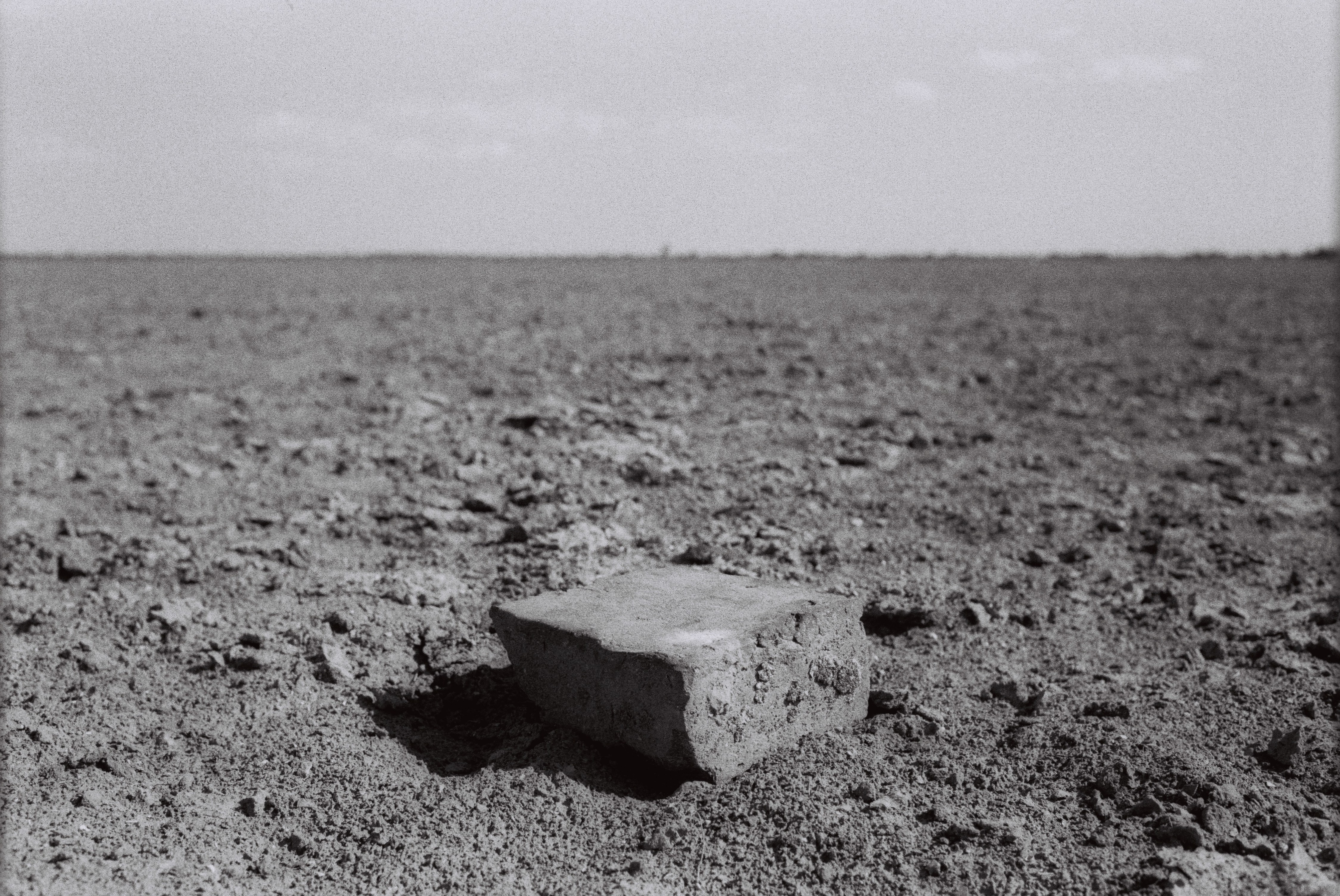
أثرٌ متواضعٌ اكتُشِفَ في موقعٍ محتملٍ لعاصمة الخزر المندثرة في أتيل، والتي ما زال علماء الآثار حائرين في موقعها التاريخي الحقيقي.

ولما يسرده عنه "ابن فضلان" أهميَّة فائقةٌ جذبت اهتمام المستشرقين منذ زمن، لأن "ابن فضلان" هو شاهد العيان الوحيد المعروف الذي كَتَبَ عن هذه الطقوس وسَلِمَت كتابته إلى الزمن الحاضر. يتحدَّث "ابن فضلان" كذلك عن أوصاف حاكم الروسية، وما يتوفَّر عنده من عرشٍ عظيمٍ وحرسٍ كبير، ومن عاداتٍ مماثلةٍ ربما اقتبسها عن خاقان الخزر.

### الخزر
وصفت نهاية رسالة "ابن فضلان" بمخطوطة مشهد، في سطورٍ منقطعة، وصفًا مقتضبًا لعاصمة دولة الخزر في أتيل، الواقعة على ضفاف نهر الفولغا آنذاك. وقد قال عنها أنها "مدينة عظيمة"، وأن لها جانبان: أحدهما يسكنه المسلمون، والآخر يسكنه الملك وحاشيته. ويُشكِّك كثيرٌ من الباحثين بأن "ابن فضلان" وصل في رحلته -فعلًا- إلى بلاد الخزر، وبأن هذا النص يَعودُ إليه (اقرأ أدناه للمزيد في قسم: "دراسة الرسالة")، وتبقى -لذلك- رحلة عودة "ابن فضلان" إلى الدولة العباسية مجهولة حتى الآن.

## دراسة الرسالة
تُقدِّم رسالة ابن فضلان معلومات كثيرةٍ تجذب انتباه المُختصِّين بتاريخ الشعوب القديمة ووصف الأعراق البشرية، فهي تتعمَّق في وصف مشاهدات الرحَّالة للبلدان التي يمرُّ فيها والناس الذين يقابلهم، بما في ذلك وصف العملات المستخدمة، وأنواع اللباس وأسمائه، وعادات الناس في حياتهم ودينهم وزواجهم وضيافتهم للزوار ودفن الموتى، ومساكنهم وطعامهم وشرابهم، ومظاهر ملوكهم وقصورهم وطريقة تعاملهم مع قومهم. وهذه الأوصاف كلّها ثمينةٌ -خصوصاً- في وصف الروس والصقالبة والفايكنغ. فأحد أهم جوانب رسالة ابن فضلان هو أنها مصدرٌ نادرٌ عن حياة شعوب الروس والفايكنغ في بداية تاريخهم، وهو تاريخٌ تفتقر له المصادر الأوروبية المعاصرة للرحلة، وهذا ما وجَّه اهتمام المحقّقين الأوروبيين الأوائل نحو الرسالة.

### البلغار أو الصقالبة

لوحة للفنان الروسي ف. خاليكوف تُظهر خروج ألمش بن يلطوار لاستقبال سفارة بن فضلان.

يُعْتَقَدُ أن شعب البلغار (الذين يُسمِّيهم "ابن فضلان": «الصقالبة») كانوا في زمن الرحلة شعبًا شبه بدويّ، وأن مدينتهم التي زارها "ابن فضلان" كانت مخيمًا مؤقتًا أقاموه في فصل الشتاء في الموقع الحالي لمدينة بلغار الروسية، عند ملتقى نهرَيْ الفولغا وكاما. كانت مدينة بلغار وقت بلغها ابن فضلان مستوطنة مؤقتة، أي انها أقرب إلى سوق يُقام في مواسم مُحدَّدة من السنة ويهجره سكانه بعدها بقية العام، وكانت هذه المستوطنة قائمة على مسافة خمسة كيلومترات تقريباً شرق نهر الفولغا، وأقيمت معظم منازلها من خيام اليورت التقليدية في تلك الأنحاء. وقد تطوَّرت بلغار لاحقاً إلى مدينة كبيرة ومهمة، لكن ذلك استغرق مئات السنين. وكان اقتصاد بلغار معتمداً بنسبة كبيرة على تجارة العبيد أو الرق، والذين كان الصقالبة يسبونهم بحملات شتوية على القبائل الوثنية التي تعيش في الشمال (حينما يتجمَّد نهر الفولغا)، ومن ثم يحملون نساءهم وأطفالهم للبيع في أسواق الدولة العباسية والإمبراطورية البيزنطية. كما اعتمدوا على التجارة مع العباسيّين بفراء الحيوانات، التي اصطادوها في غابات الشمال القريبة من عاصمتهم بلغار.

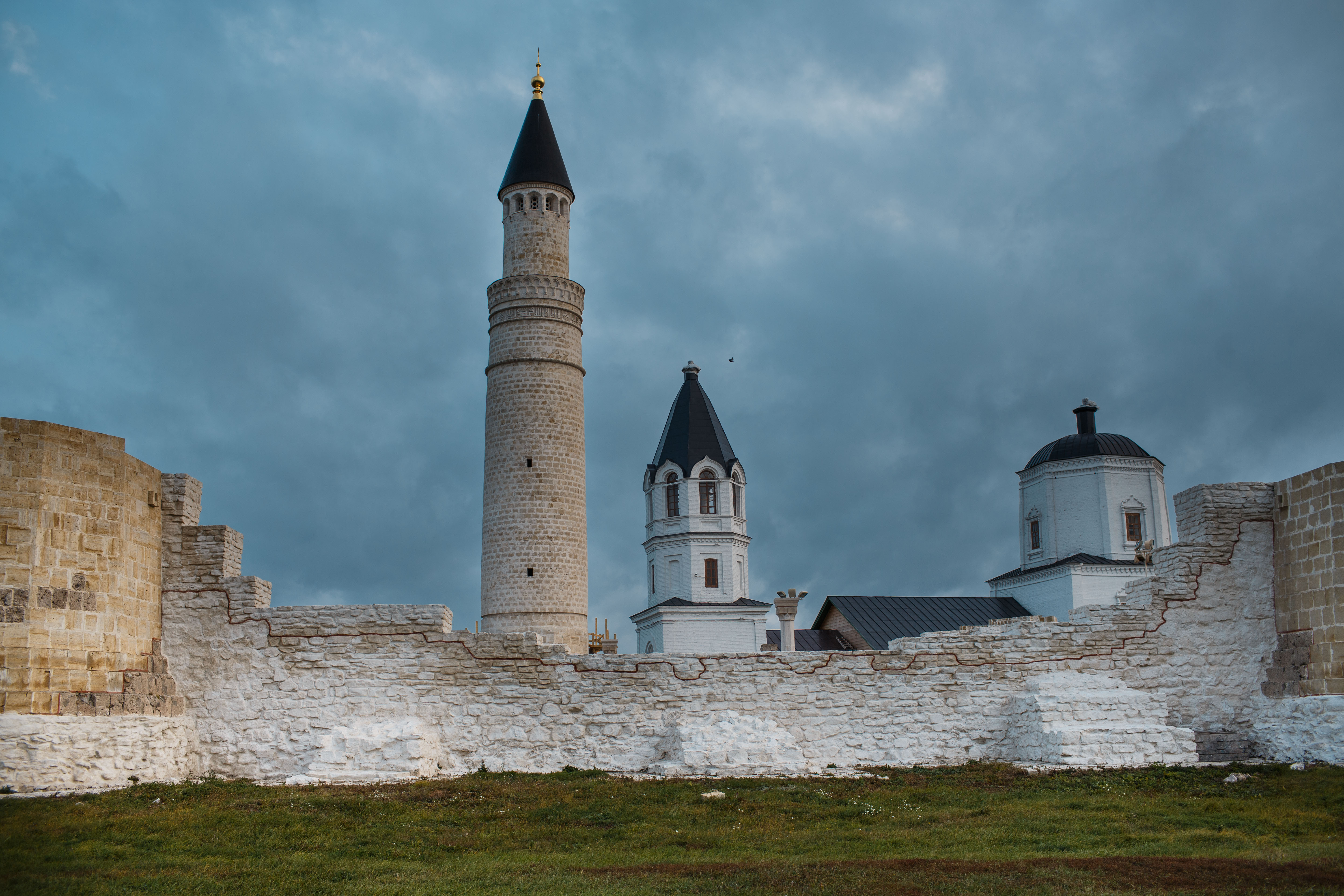
آثار مسجد بلغار.

كان البلغار يعتنقون آنذاك الديانات الشامانية، غير أن حاكمهم "ألمش بن شلكي" كان قد أسلم حديثًا بحسب ما يخبرنا "ابن فضلان"، ولذلك طَلَبَ إرسال من يُفقِّه شعبه في دين الإسلام، ومن يبني لهم مسجدًا وحصنًا يحتمون فيه من هجمات الخزر. ويظهر أن حاكم البلغار أو الصقالبة كان يسعى من هذه العلاقة إلى حلفٍ مع العباسيّين ليستقوي بهم على الخزر، ولينال منهم الحماية المرجوَّة ضد أعدائه، لكنه كان يسعى -كذلك- إلى حليفٍ بعيد عن بلاده بحيث لا يُهدِّد استقلاله. وتشير كشوفات النقود الأثرية إلى أن القسم الأعظم من تجارة الفراء كان يَمُرُّ في هذه الحقبة بمدينة بلغار وليس بإتل (عاصمة الخزر)، ممَّا يعني أن قوة الصقالبة الاقتصادية كانت قد بدأت تتنامى على حساب أسيادهم الخزر، وقد بدأ "ألمش" في هذه الحقبة بصكِّ نقودٍ قلَّدَ فيها الدراهم العباسية بأعدادٍ هائلة، وقد صُكَّ على هذه الدراهم اسم الخليفة المقتدر بالله.

### الروس أو الفايكنغ

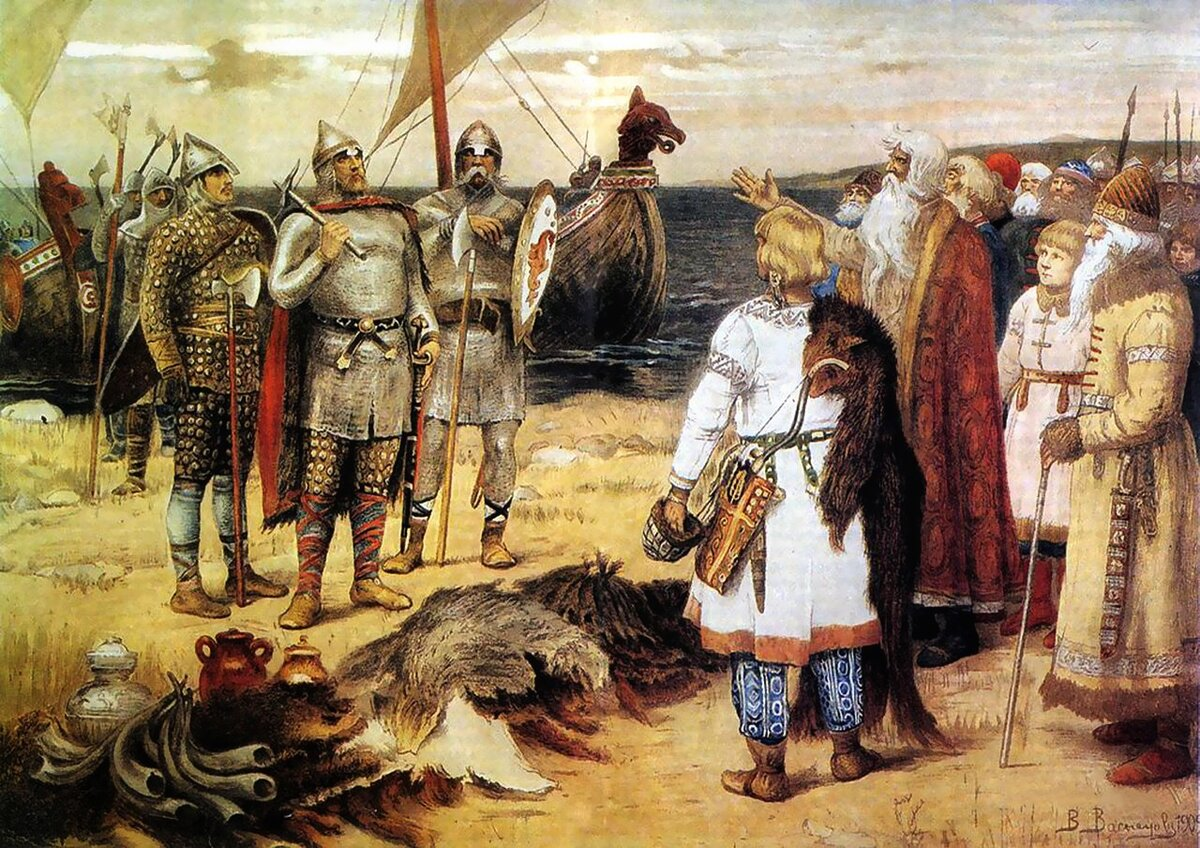
لوحة للرسام الروسي فيكتور فاسنستوف يَظْهَرُ فيها قائد الفايكنغ روريك مع أخويه أثناء استقبالهما في بلاد السلاف بنوفغورود، إذ يُعْتَقَدُ أن هؤلاء الفايكنغ استقرُّوا في روسيا في العصور الوسطى وانصهروا مع سكانها فيما بعد، ويغلب على ظنهم أن من يُسمِّيهم "ابن فضلان" بلقب "الروسية" هم هؤلاء الفايكنغ.

أثارت تسمية «الروس» (أو «الروسية») ووصفهم في رسالة ابن فضلان خلافًا بين الباحثين منذ منتصف القرن التاسع عشر، فمنهم من يرى بأن هؤلاء هم نفسهم الروس المعروفون باسمهم اليوم، بينما يرى البعض الآخر أنهم من فايكنغ الفولغا أو "الفارانجيين". ويكمن جذر هذه النظريات في خلاف كبير بين المؤرخين الأوروبيين حول أصل الشعوب السلافية (ومنها الروسيون والأوكرانيون والبيلاروسيون) يُسمَّى نظرية الشماليين أو «النظرية النورمنية»، ويعتنق معظم المؤرخين هذه النظرية التي تنصُّ على أن مؤسِّسي مملكة كييف روس هم شماليون من الفايكنغ الإسكندنافيين، بينما يرى أقلّية من المعارضين أن مؤسّسي كيف روس كانوا من السلافيين. وكان محاربو الفايكنغ قد غادروا السويد بقيادة روريك قبل رحلة ابن فضلان بـ40 عاماً، وٌام هؤلاء مستوطنةً أصبحت فيما بعد مدينة نوفغورود الشهيرة وفرضوا سيادتهم بغاراتٍ على حوض نهر الفولغا امتدَّت إلى بلاد البلغار والخزر، وتناقض نهجهم في السَّلب والنَّهب مع أسلوب حياة البلغار الذين بنوا مستوطنات مستقرَّة وسعوا للربح السلمي بالتجارة.
أحد الاحتمالات الواردة -كذلك- هو أن المؤلفين العرب (ومن ضمنهم "ابن فضلان") لم يكُن عندهم معنى مُحدَّد لمصطلح «الروسية»، فلعلَّه كان عند العرب وصفاً للمحاربين والتجار القاطنين في بلاد الشمال لا على تعيين، وهم يسيرون -في ذلك- على خطى البيزنطيين الذين استعملوا المصطلح بالطريقة نفسها. بل لعلَّ «الروس» في ذلك الزمن كانوا -بحد ذاتهم- خليطاً من الشعوب والأعراق، بحيث أن العلاقة بينهم كانت علاقة تجارية واجتماعية ولو كانت بينهم اختلافات في الأصول والثقافة.

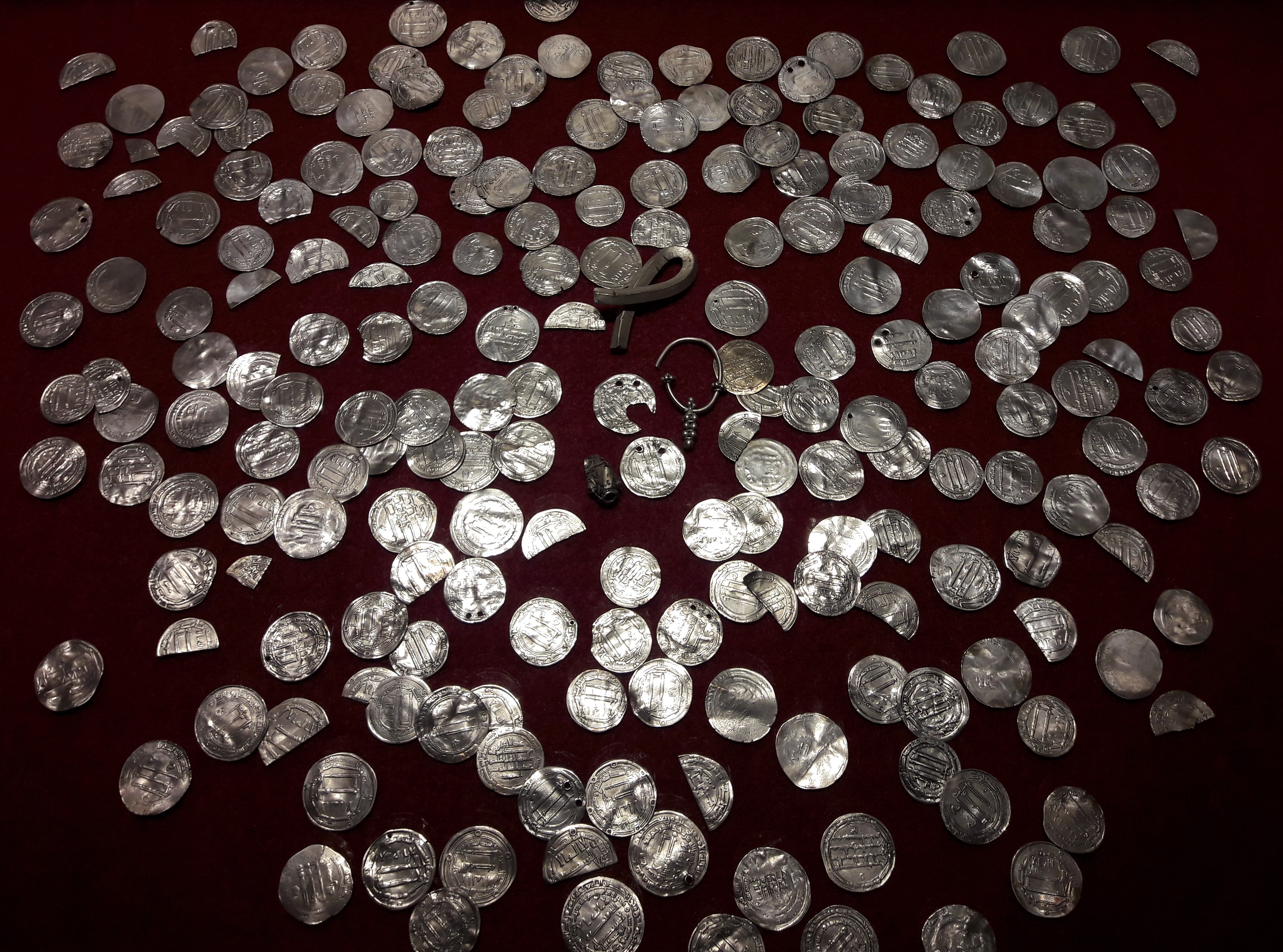
اكتُشِفَتْ في شمال أوروبا كميَّاتٌ هائلةٌ من الدراهم العباسية الشبيهة بما يظهر في الصورة، مما يَدلُّ على ازدهار التجارة بين الفايكنغ والعالم الإسلامي في زمن "ابن فضلان".

كان العرب والمسلمون على صلة بالروس الفايكنغ لأكثر من مئة عام قبل وصول ابن فضلان، وكانت الصلة بينهم عسكرية تارةً (بسبب غارات الفايكنغ على المسلمين) وتجارية تارة (بسبب التبادل الطويل بينهم)، إذ بدأ الفايكنغ بالخروج من السويد وبلوغ العالم الإسلامي كتجّار في نهاية القرن الثامن الميلادي (أو الثاني الهجري)، فكان لهم طريقان تجاريَّان: أحدهما يمرُّ من نهر الدينيبر إلى البحر الأسود ويبلغ القسطنطينية البيزنطية، والثاني من نهر الفولغا وصولًا إلى بحر قزوين ومنه إلى بغداد، والتي تواصل الروس مع سُكَّانها بعونٍ من الرقيق السلافيّين الذين تحدثوا لغتهم. وقد مرَّ هذان الطريقان (كلاهما) بأرض دولة الخزر، وكان سبب ارتياد الطريقَيْن هو أهمية بغداد (والقسطنطينية) كسوقٍ للفراء والعبيد، كما تاجر الفايكنغ فيها بالعسل والشمع والكهرمان. ويعتقد أن "ابن فضلان" التقى بإحدى قوافل الفايكنغ التجارية وهي في طريقها من بلادهم الشمالية إلى القسطنطينية وبغداد في الجنوب (أو بالعكس).
وكانت هذه القوافل التجارية منتشرةً إلى درجة أن مئات آلاف الدراهم الفضية المسكوكة في الدولة العباسية اكتُشِفَت في المواقع الأثرية للفايكنغ بالسويد، وكانت هذه الدراهم هي مصدر الثروة التي بنُيَتْ بها أولى مدن الفايكنغ في الشمال (مثل كييف ونوفغورود التي كانت بالأصل مستوطنات للتجارة)، وتُوثَّق هذه التجارة بتفاصيلها في كثير من المصادر العربية المعاصرة لابن فضلان، ومن أهمها كتاب المسالك والممالك لصاحبه ابن خرداذبة. ويذكر المقدسي في كتابه: أحسن التقاسيم في معرفة الأقاليم كثيراً من السِّلَع التي جلبها المسلمون من بلاد شمال أوروبا آنذاك، بما فيها: الجلود والفراء والشمع والقلانس والعسل والسيوف، وكذلك الرق أو العبيد المجلوبين من بلاد الصقالبة.

#### طقس الدفن

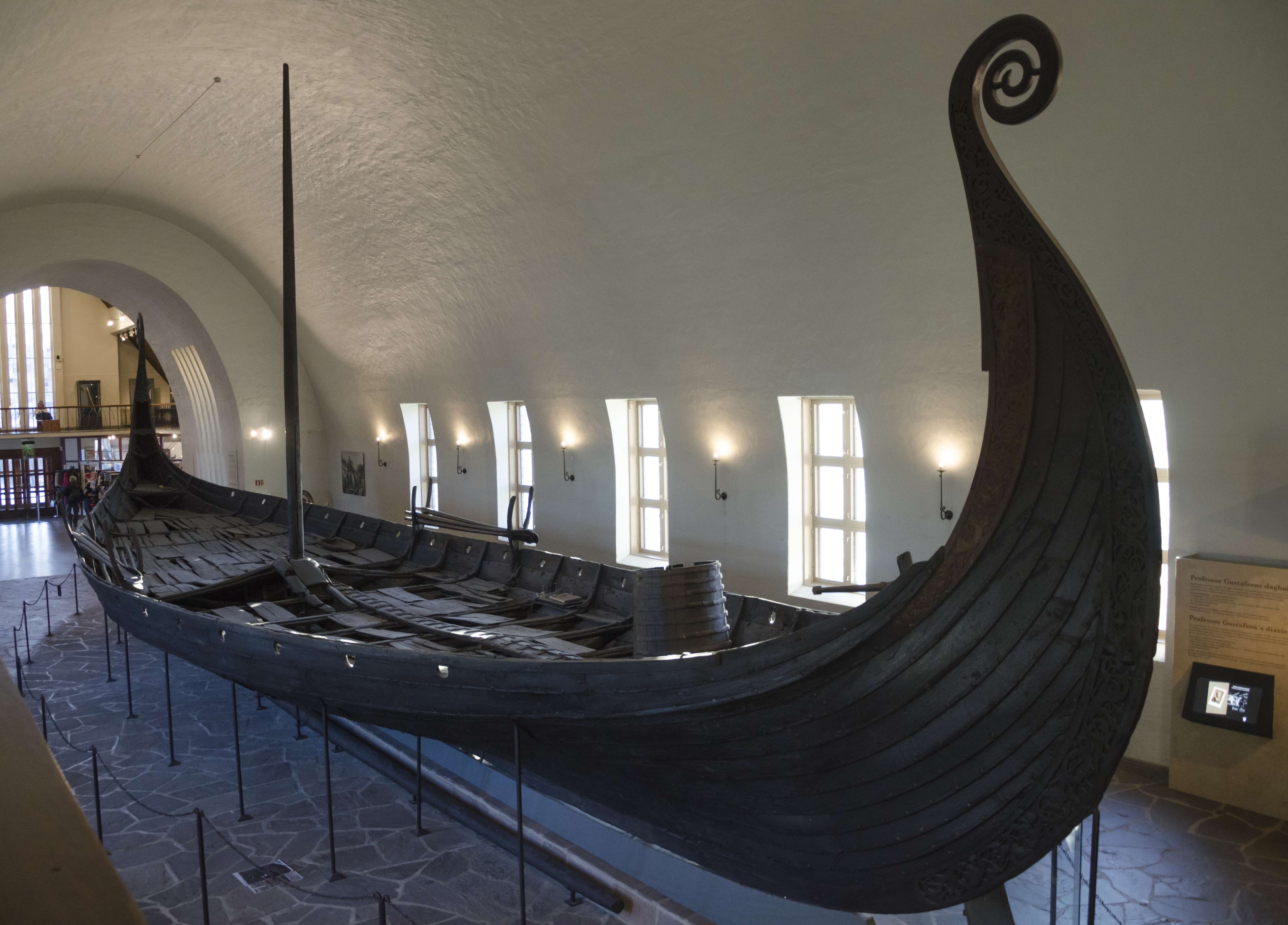
مثال على السفن التي كان يدفن فيها الروس موتاهم.

تتضمن رسالة أحمد بن فضلان الوصف الوحيد المعروف من شاهد عيانٍ لطقس من طقوس الدفن عند الفايكنغ، وهو دفن الموتى في سفينة يضرمون بها النار حتى تحترق وتغرق. ويثق المؤرخون في شهادة عيان "ابن فضلان"، لكن بعضهم يحذّرون من تعميمها على طقوس الدفن والجنازة عند الفايكنغ والإسكندنافيين لأسباب عِدّة، منها: أن الجنازة كانت لرجل ثري (بوصف ابن فضلان)، ولأنها كانت في روسيا (وليس في إسكندنافيا)، ولأن بعضاً مما يصفه "ابن فضلان" كان كلاماً سمعه من مترجمين شفهيِّين ثم كتبه (وقد تكون في هذه الترجمة أخطاءٌ، مثل وصف العجوز بـ«ملاك الموت» ووصف الجنة بأنها «حسنةٌ خضراء». كما أن "ابن فضلان" لا يتوقف أثناء هذا السرد ليستفسر عن معاني الطقوس والأشياء التي يراها، ولذلك فمن الصعب تفسير كل المشاهد التي يصفها. وقد لا تكون لطقس الدفن -بالعموم- طبيعة واحدة بين الفايكنغ في مختلف أنحاء أوروبا آنذاك، بل ربما كان مزيجاً بين عاداتهم وعادات سائر الشعوب الذين اختلطوا بهم (كما يظهر من شواهد تاريخية أخرى على دفن السفن، مثل موقع ساتون هوو في بريطانيا).

### الخزر

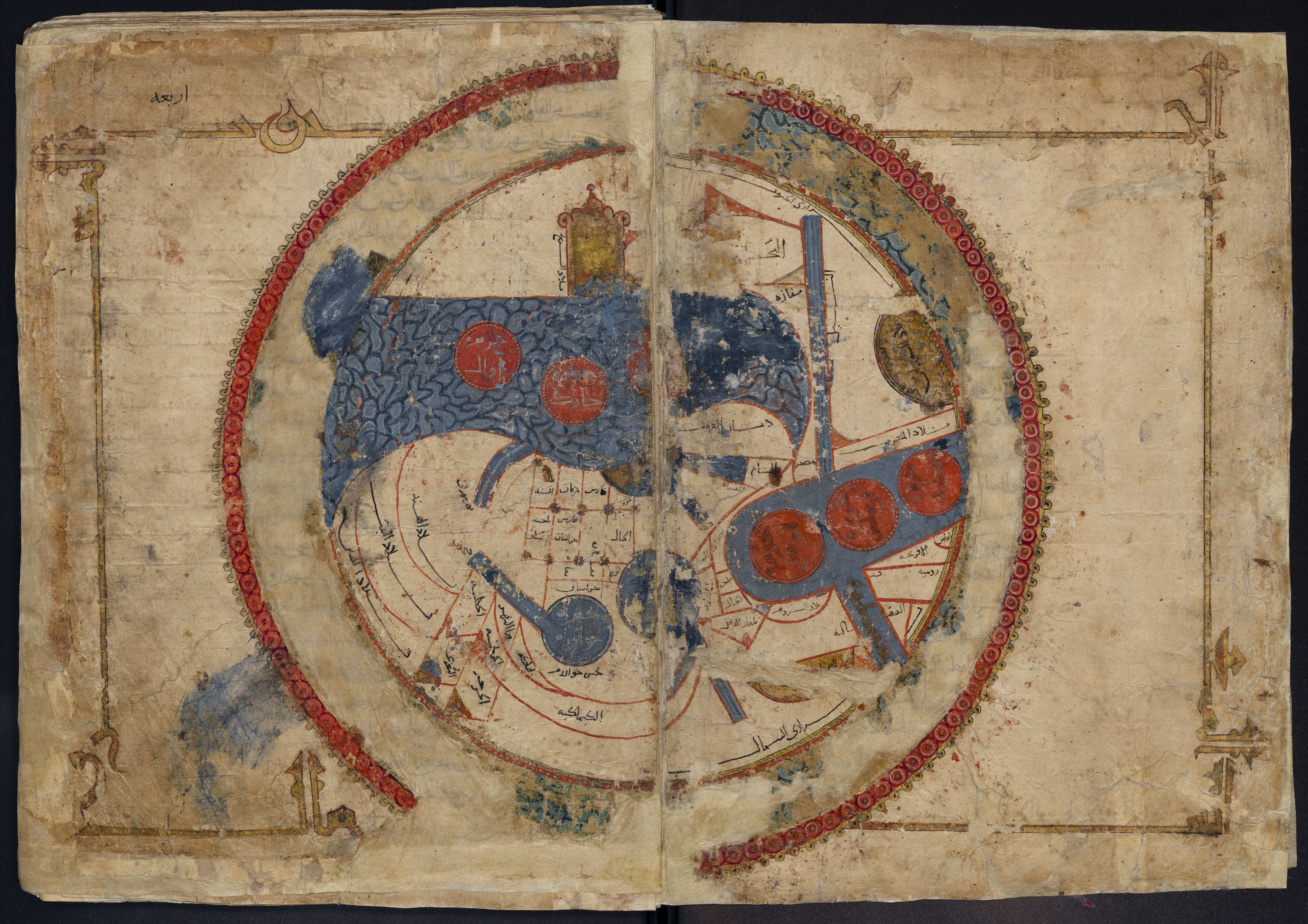
خريطة العالم للإصطخري، وهو جغرافي مسلمٌ كتب عن الخزر ما يَشُكُّ بعض الباحثين بأنه نقله عن "ابن فضلان".

تتضمَّن رسالة ابن فضلان استطرادَيْن طويلَيْن: الأول يصف فيه زيارته للروس ومشاهدته لطقوس دفن موتاهم في سفينة محترقة، والثاني يصف فيه بلاد الخزر وعاصمتهم أتيل. ولا يعتقد أن "ابن فضلان" بلغ في رحلته بلاد الخزر، وذلك لأسبابٍ عدة. فالجزء الذي تَصِفُ فيه مخطوطة مشهد الخزر هو السطور الثلاث الأخيرة من صفحة 212، التي تبدأ بلا تمهيد يسبقها وتنقطع بلا خاتمة، عدا فاتحتها: «فأما ملك الخزر..». ويبتعد سرد هذه السطور عن أسلوب "ابن فضلان" المعتاد الذي يقصُّ فيهِ انتقاله من بلدٍ إلى بلد وما شاهد أو سمع في الطريق. ولهذه السطور تكملةٌ في معجم البلدان ضمن مدخلة "الخزر"، ويظن سامي الدهان أن ياقوت الحموي قد نقل هذا الجزء من الرسالة عن غيره من الرحالة بعد أن انتهى من سرد أحداث رحلته، فجمع بين أكثر من مصدرٍ وسهى عن توثيق مصادره كلها. وقد ورد في كتب الإصطخري وابن حوقل شطرٌ من وصف بلاد الخزر المنسوب إلى "ابن فضلان" في معجم البلدان كلمةً بكلمة.
ولهذه الأسباب يذهب البعض إلى أن ياقوت الحموي نسب كلامًا عن الخزر إلى "ابن فضلان" خطأً، وأن أصل هذا الكلام من كتب الإصطخري وابن حوقل. ويرى بعض المستشرقين رأيًا معاكسًا: وهو أن نص "ابن فضلان" هو الأصل، وأن الإصطخري نقل عنهُ، إذ إن الإصطخري كان على قيد الحياة في سنة 340 هـ، أي أنه عاش بعد رحلة "ابن فضلان". وربما تكون هذه الأوصاف كلها -كذلك- مقتبسةً عن الجيهاني الذي قابله "ابن فضلان" في رحلته، وهو صاحب كتاب «المسالك في معرفة الممالك» الذي ألَّفه سنة 310 هـ، أي بعد عودة "ابن فضلان" من رحلتهِ، غير أن كتابه ضائعٌ لا توجد نسخة باقية له.

## ما بعد رحلة ابن فضلان

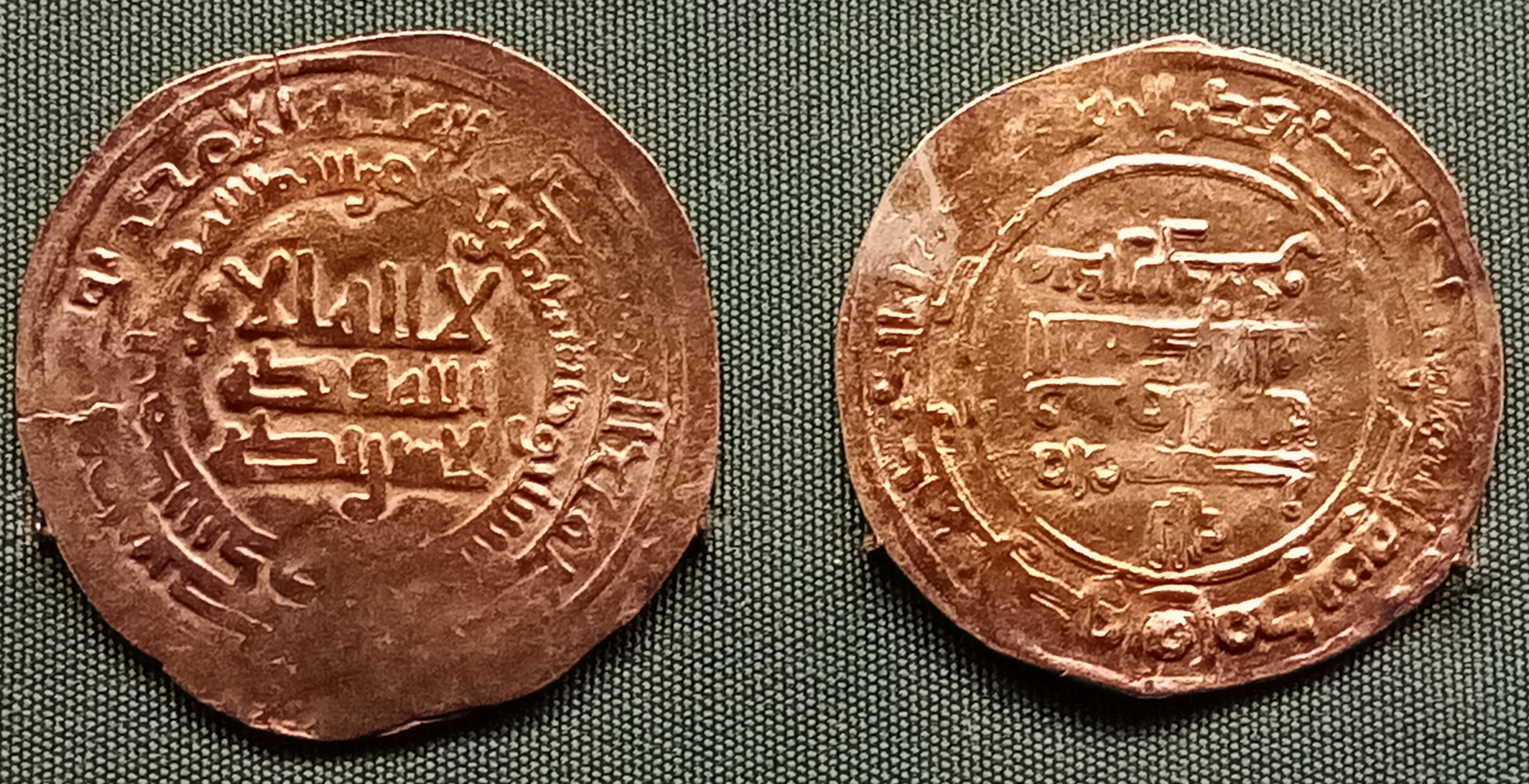
دراهم صكَّها حُكَّام دولة بلغار الفولغا بعد عهد "ابن فضلان"، وهي مسكوكةٌ باللغة العربية وتَتْبَعُ هيئة الدراهم العباسية، علامةً على استمرار تأثير الدولة العباسية على البلغار أو الصقالبة من بَعْدِه.

لم يصلنا من رسالة "ابن فضلان" إلا ما يصف رحلته إلى بلاد الصقالبة، لكن رحلة عودته إلى بغداد غير معروفة، وليس من المعروف -بالنتيجة- كيف تطورت علاقة ملك الصقالبة (ألمش شلكي) مع العباسيين. وتُثْبِتُ المصادر التاريخية أن العلاقة بين الصقالبة والدولة العباسية ظلَّت قائمة فيما بعد، إذ يقول الجغرافي شمس الدين الأنصاري الدمشقي (654-727هـ/ 1256-1327م) أن الخليفة العباسي المقتدر بالله أرسل فقيهاً إلى دولة الصقالبة بعد اعتناقهم الإسلام ليُعلِّمهم أصول الدين، ولعل هذا الفقيه من رجال بعثة "ابن فضلان"، ويذكر الدمشقي -كذلك- أن الصقالبة أرسلوا بعثةً من جهتهم إلى بغداد بعدئذٍ ليقصدوا منها مكة بهدف أداء فريضة الحج. وزار بلغار بعد "ابن فضلان" رحالة مسلم واحد معروف، وهو أبو حامد الغرناطي الأندلسي الذي رحل عن الأندلس في أول حياته وأمضاها متنقلاً، ولا يبدو ان أبا حامد عرف شيئًا عن "ابن فضلان" ورحلته، فهو يقول أن سبب إسلام الصقالبة وسكان بلغار هو أن تاجراً مسلماً يتقن الطب عالج ملك الصقالبة وملكتهم من مرضٍ خطير أصابهما، وأن شرطه في علاجهما كان أن يعتنقا هما وشعبهما الإسلام، فتحقَّق له ذلك بعد شفائهما. ولعلَّ في هذه الحكاية أقرب إلى الخيال منها إلى التاريخ.

### رحلاتٌ أخرى
لم يكن "ابن فضلان" الرحالة المسلم الوحيد الذي كتب عن رحلته إلى بلاد الروس وشرق أوروبا، بل إن رسالته تتوسَّط -زمنيًا- رسالتين أخريَيْن قريبتَيْن منها: واحدةٌ منهما تسبقه، وهي رسالة ابن رستة الأصفهاني من سنة 903م (290 هـ)، والأخرى تتبعه، وهي كتاب مروج الذهب ومعادن الجوهر للمسعودي من سنة 947م (335 إلى 336 هـ). وقد زار أولهما (وهو ابن رستة) قبيلة للفايكنغ (أو «الروس» كما سمَّاهم) قد تكون نفس القبيلة التي زارها "ابن فضلان"، وهو لا يصف نفس المشاهدات التي رآها "ابن فضلان" بالضبط، لكنه يصف أموراً قريبة منها، مثل أن زوجة الميّت تُحْرَقُ معه، وهذا يضيف موثوقية كبيرة لرواية "ابن فضلان" ويوحي بدقّتها بسبب التشابهات بينها من روايات أخرى ومستقلة. وأما وصف «المسعودي» فهو مختلفٌ في طبيعته ويضيف معلومات وتفاصيل كثيرة عن الروس لم تَرِدْ في نص "ابن فضلان".

## تأثيره على الثقافة العامة

غلاف فلم المحارب الثالث عشر، المستوحى من رسالة "ابن فضلان" والذي يمزجها بأسطورة بيوولف الخيالية.

عربيًا، اشتُقَّ عن رحلة "ابن فضلان" مسلسل تلفزيوني سوري بعنوان سقف العالم عرض في 2005 م. وصدر عن الرحلة -كذلك- كتاب «مغامرات سفير عربي» لأحمد عبد السلام البقالي من مطبوعات تهامة للنشر، وهي عبارة عن جمع لروايتين للرحلة أحدهما غربي والآخر عربي.
كانت رحلة ابن فضلان أساساً لرواية مايكل كرايتون «أكلة الموتى» الصادرة في سنة 1976 م، والتي أصبحت من أفضل الروايات مبيعًا، وهي رواية تاريخية وخيالية تَمْزِجُ بين أحداث رحلة "ابن فضلان" المُوثَّقة وبين أسطورة بيوولف، وهي ملحمةٌ شعريَّة تعتبر أقدم قصة معروفةٍ باللغة الإنكليزية، وموضوعها يتمحور حول صراعٍ بين شعب في الشمال وبين وحشٍ شرير اسمه "غريندل". قد تحوَّلت إلى فلم سينمائي بعنوان: «المقاتل الثالث عشر»، أدى فيه دور "ابن فضلان" الممثل الإسباني أنتونيو بانديراس، وانضمَّ إليه في طاقم التمثيل المصري عمر الشريف. وقد أُسْنِدَ الفلم أولًا إلى المخرج الشهير جون مكتيرنان، لكن مهام الإخراج سُلِّمَت لاحقًا إلى "مايكل كرايتون"، وانتهى بخسارةٍ مالية هائلةٍ قد تبلغ 130 مليون دولاراً.
تتميَّز رواية مايكل كرايتون بتوظيفها مقدّمة جادة تُعرِّف بابن فضلان ومصادر رحلته بأسلوبٍ أكاديمي الطابع، وتَمْزِجُ بين المعلومات التاريخية عن رحلته وبين خيالٍ مختلق، ممَا قد يثير خلطاً بينها وبين المصادر الحقيقية عن الرحلة. وقد وقع بالفعل أن نُشِرَتْ كتبٌ مُعرَّبةٌ تقتبس عن رواية كرايتون وكأن أحداثها حقيقية، ومنها كتاب حيدر محمد غيبة: "رسالة ابن فضلان: مبعوث الخليفة العباسي المقتدر إلى بلاد الصقالبة، عن رحلته إلى بلاد الترك والخزر والصقالبة والروس وإسكندنافيا في القرن العاشر الميلادي"، ويَزْعُمُ هذا الكتاب ان "ابن فضلان" بلغ في رحلته بلاد إسكندنافيا في شمال أوروبا بناءً على الأحداث الخيالية الواردة عن ذلك في رواية كرايتون. كما صدرت كتبٌ أخرى تقع في نفس المغالطة، منها كتاب "مسار الشمال" لـ"رؤى حسين قداح" وغيره.
رسم الفنان البولندي هنريك سيميردزكي لوحة تختصُّ بتوضيح مراسم الدفن عند الفايكنغ القدماء بإحراق الموتى في السفن، وذلك بناءً على الوصف التفصيلي الذي رواه "ابن فضلان" لهذه المراسم في رسالته. وعُرِضَت هذه اللوحة سابقاً في متحف بمدينة سانت بطرسبرغ الروسية، وأما الآن فهي في متحف الدولة التاريخي بموسكو.
في سنة 2010 م، قرَّر برلمان إقليم تتارستان الروسي (وهو الإقليم الذي تتبعه إداريًا مدينة بلغار الحديثة) اعتماد تاريخ وصول "ابن فضلان" إلى بلاد الصقالبة يومًا وطنيًا، وهو يوافق 12 أيار كل عام، كما أطلقت الحكومة مشروعًا بميزانية 100 مليون دولار للتنقيب عن آثار عاصمتها القديمة التي زارها "ابن فضلان"، وتَعْمَلُ على ترميم المساجد والآثار التاريخية للمدينة وإنشاء متحف يَحْمِلُ اسم "ابن فضلان".

## هوامش
1. ↑  أصل الاسم: (بالدنماركية: Om Arabernes og Persanes bekiendtskab og Handel I Middelalderen med Rusland og Skaninavien)
2. ↑  أصل الاسم: (بالألمانية: Ibn-foszlan's und anderer Araber Berichte über die Russen älterer Zeit)
3. ↑  أصل الاسم: (بالألمانية: Jacut's Geographisches Wörterbuch)
4. ↑  أصل الاسم: (بالإنجليزية: Ibn Fadlān's Account of Scandinavian Merchants on the Volga in 922)
5. ↑  أصل الاسم: (الروسية: Kniga Akmeda Ibn Fadlan o ego puteshestvii na Volgu v 921-922gg)
6. ↑  أصل الاسم: (بالفرنسية: La relations du voyage d' Ibn Fadlān chez les Bulgares de la Volga)
7. ↑  أصل الاسم: (بالإنجليزية: The Risalah of Ibn Fadlan: An Annotated Translation and Introduction)
8. ↑  أصل الاسم: (بالإنجليزية: Ibn Fadlan's Journey to Russia: A Tenth-Century Traveler from Baghdad to the Volga River)
9. ↑  أصل الاسم: (بالإنجليزية: Ibn Fadlān and the Land of Darkness: Arab Travellers in the Far North)

### فهرس المراجع
بالعربية
منشورات
1. ↑  الجبوري (2003)، ص. 232.
2. ↑  لعيبي (2013)، ص. 29.
3. ↑  لعيبي (2013)، ص. 1729.
4. ↑  الدهان (1959)، ص. 38.
5. ↑  لعيبي (2013)، ص. 30.
6. ↑  زيادة (1987)، ص. 148.
7. 1 2  الكيلاني (2014)، ص. 155.
8. 1 2 3 4 5  لعيبي (2013)، ص. 32.
9. ↑  شخاترة (2021)، ص. 48-49.
10. ↑  الدهان (1959)، ص. 39.
11. ↑  شخاترة (2021)، ص. 48.
12. ↑  شخاترة (2021)، ص. 27.
13. ↑  شخاترة (2021)، ص. 20.
14. ↑  شخاترة (2021)، ص. 32.
15. 1 2 3  شخاترة (2021)، ص. 40.
16. 1 2 3  زيادة (1987)، ص. 151.
17. 1 2 3 4  الدهان (1959)، ص. 24.
18. 1 2  الدهان (1959)، ص. 23.
19. ↑  الدهان (1959)، ص. 37.
20. ↑  الكيلاني (2014)، ص. 99.
21. ↑  لعيبي (2013)، ص. 60.
22. 1 2  شخاترة (2021)، ص. 35.
23. ↑  الدهان (1959)، ص. 68.
24. 1 2  شخاترة (2021)، ص. 36.
25. ↑  شخاترة (2021)، ص. 37.
26. ↑  شخاترة (2021)، ص. 38.
27. ↑  شخاترة (2021)، ص. 44-46.
28. ↑  الدهان (1959)، ص. 1.
29. ↑  الدهان (1959)، ص. 10.
30. ↑  شخاترة (2021)، ص. 86.
31. ↑  شخاترة (2021)، ص. 87.
32. ↑  شخاترة (2021)، ص. 88.
33. ↑  شخاترة (2021)، ص. 92.
34. ↑  شخاترة (2021)، ص. 89.
35. ↑  الدهان (1959)، ص. 28.
36. ↑  الدهان (1959)، ص. 22.
37. ↑  شخاترة (2021)، ص. 47.
38. ↑  شخاترة (2021)، ص. 55.
39. ↑  شخاترة (2021)، ص. 55-56.
40. ↑  الدهان (1959)، ص. 42.
41. 1 2 3 4 5  الدهان (1959)، ص. 52.
42. ↑  لعيبي (2013)، ص. 14.
43. ↑  الدهان (1959)، ص. 43.
44. ↑  لعيبي (2013)، ص. 15.
45. ↑  لعيبي (2013)، ص. 16.
46. ↑  لعيبي (2013)، ص. 13.
47. ↑  الدهان (1959)، ص. 41.
48. 1 2  شخاترة (2021)، ص. 13.
49. ↑  الدهان (1959)، ص. 44.
50. ↑  الدهان (1959)، ص. 45.
51. 1 2  الدهان (1959)، ص. 46.
52. 1 2 3 4  الدهان (1959)، ص. 47.
53. 1 2 3 4 5  لعيبي (2013)، ص. 12.
54. ↑  الدهان (1959)، ص. 48.
55. ↑  الدهان (1959)، ص. 51.
56. ↑  الدهان (1959)، ص. 49.
57. 1 2  الدهان (1959)، ص. 50.
58. ↑  شخاترة (2021)، ص. 28.
59. ↑  شخاترة (2021)، ص. 29.
60. ↑  شخاترة (2021)، ص. 5.
61. ↑  شخاترة (2021)، ص. 2.
62. ↑  الدهان (1959)، ص. 57.
63. ↑  زيادة (1987)، ص. 195.
64. 1 2  شخاترة (2021)، ص. 93.
65. ↑  الدهان (1959)، ص. 73-74.
66. ↑  الدهان (1959)، ص. 75.
67. ↑  الدهان (1959)، ص. 76.
68. ↑  شخاترة (2021)، ص. 41.
69. ↑  شخاترة (2021)، ص. 43.
70. ↑  شخاترة (2021)، ص. 44.
71. ↑  شخاترة (2021)، ص. 45.
72. 1 2  الدهان (1959)، ص. 33.
73. ↑  زيادة (1987)، ص. 199.
74. ↑  الدهان (1959)، ص. 30.
75. ↑  الدهان (1959)، ص. 31.
76. ↑  الدهان (1959)، ص. 29.
77. ↑  الدهان (1959)، ص. 16.
78. ↑  الدهان (1959)، ص. 53.
79. 1 2  الدهان (1959)، ص. 55.
80. ↑  الدهان (1959)، ص. 56.
81. ↑  لعيبي (2013)، ص. 23.
82. ↑  لعيبي (2013)، ص. 17.
83. ↑  شخاترة (2021)، ص. 10.

وب
1. 1 2 3 4  سعيد، علي لفته (23 يونيو 2021). "لا احتفاء عراقي أو عربي بهذا الحدث الكبير.. يوم انطلق الرحالة البغدادي ابن فضلان إلى مجاهل آسيا وأوروبا". شبكة الجزيرة. مؤرشف من الأصل في 2023-05-05. اطلع عليه بتاريخ 2023-08-02.

بالإنكليزية
منشورات
1. 1 2  Wilson (2014), p. 7.
2. ↑  Montgomery (2017), p. 6.
3. 1 2 3  Wilson (2014), p. 12.
4. 1 2 3 4 5  Wilson (2014), p. 8.
5. 1 2  Montgomery (2017), p. 13.
6. 1 2 3 4 5 6 7 8 9  Wilson (2014), p. 10.
7. 1 2 3 4  Montgomery (2017), p. 13-14.
8. ↑  Wilson (2014), p. 9.
9. 1 2 3 4 5 6  Wilson (2014), p. 17.
10. 1 2 3  Wilson (2014), p. 21.
11. ↑  Wilson (2014), p. 6.
12. ↑  Wilson (2014), p. 13.
13. ↑  Frye (2005), p. 13.
14. ↑  Frye (2005), p. 16.
15. ↑  Montgomery (2017), p. 14.
16. 1 2 3 4  Montgomery (2017), p. 10.
17. 1 2  Wilson (2014), p. 23.
18. 1 2 3 4 5 6 7 8 9 10 11  Wilson (2014), p. 5.
19. 1 2 3  Wilson (2014), p. 11.
20. 1 2  Wilson (2014), p. 24.
21. 1 2 3  Lunde & Stone (2012), p. 6.
22. 1 2 3 4  Lunde & Stone (2012), p. 7.
23. 1 2 3  Lunde & Stone (2012), p. 8.
24. 1 2  Lunde & Stone (2012), p. 9.
25. 1 2 3  Lunde & Stone (2012), p. 5.
26. ↑  Montgomery (2017), p. 1.
27. ↑  Montgomery (2017), p. 2-3.
28. 1 2 3  Lunde & Stone (2012), p. 2.
29. ↑  Dewald (2006), p. 290–305.
30. ↑  Montgomery (2017), p. 8.
31. ↑  Montgomery (2017), p. 62.
32. ↑  Montgomery (2017), p. 9.
33. ↑  Wilson (2014), p. 18.

وب
1. 1 2  Kelly, Sean (21 Sep 2019). "The 13th Warrior Created a New Viking Mythology We See Everywhere". The Escapist (بالإنجليزية). Archived from the original on 2023-03-23. Retrieved 2023-08-02.
2. ↑  "Funeral of Ruthenian Noble by Henryk Hector Siemiradzki - 2 images". Art Renewal Center (بالإنجليزية). Archived from the original on 2023-07-22. Retrieved 2023-07-22.

### المعلومات الكاملة للمراجع
مرتبة حسب تاريخ النشر

#### الكتب
بالعربية
- أحمد بن فضلان (1959)، رسالة ابن فضلان: في وصف الرحلة إلى بلاد الترك والخزر والروس والصقالبة، تحقيق: سامي الدهان، دمشق: مجمع اللغة العربية بدمشق، OCLC:18370465، QID:Q113117628
- نقولا زيادة (1987)، الجغرافية والرحلات عن العرب، بيروت: دار الكتاب اللبناني، دار الكتاب المصري، OCLC:956955193، QID:Q120716554
- كامل سلمان الجبوري (2003). معجم الأدباء من العصر الجاهلي حتى سنة 2002م. بيروت: دار الكتب العلمية. ISBN:978-2-7451-3694-7. LCCN:2003489875. OCLC:54614801. OL:21012293M. QID:Q111309344.
- أحمد بن فضلان (2013). رحلة ابن فضلان: إلى بلاد الترك والروس والصقالبة 921. تحقيق: شاكر لعيبي. بيروت: المؤسسة العربية للدراسات والنشر. ISBN:978-614-419-155-2. OCLC:960840321. QID:Q120689257.
- جمال الدين فالح الكيلاني (2014)، الرحلات والرحالة في التاريخ الإسلامي: دراسة في مصادر التاريع الإسلامي الوسيط، القاهرة: دار الزنبقة، QID:Q120642675
- خولة شخاترة (2021). رحلة ابن فضلان والتواصل الحضاري والثقافي. عَمَّان: الآن ناشرون وموزعون. ISBN:978-9923-13-287-6. OCLC:1246220378. QID:Q120970051.

بالإنكليزية
- Ahmad ibn Fadlan (2005). Ibn Fadlan's journey to Russia: a tenth-century traveler from Baghad to the Volga River (بالإنجليزية). Translated by Richard N. Frye. Princeton: Markus Wiener Publishers. ISBN:978-1-55876-365-4. LCCN:2005013216. OCLC:60340943. OL:3399375M. QID:Q120677933.
- Carolyn Dewald; John Marincola, eds. (2006). The Cambridge Companion to Herodotus (بالإنجليزية). Cambridge: Cambridge University Press. DOI:10.1017/CCOL052183001X.XML. ISBN:978-1-139-00104-5. OCLC:7334347256. OL:34561776M. QID:Q120677321.
- Ahmad ibn Fadlan (2012). Ibn Fadlan and the Land of Darkness: Arab Travellers in the Far North (بالإنجليزية). Translated by Paul Lunde; Caroline Stone. Penguin Classics. ISBN:978-0-14-197504-7. OL:38790459M. QID:Q121083231.
- Joseph Daniel Wilson (2014), Black banner and white nights: the world of Ibn Fadlan (بالإنجليزية), Harrisonburg: James Madison University, OCLC:1052620711, QID:Q120642336
- Ahmad ibn Fadlan (2017). Philip F. Kennedy; Shawkat Toorawa (eds.). Mission to the Volga (بالإنجليزية). Translated by James Montgomery. New York City: New York University Press. ISBN:978-1-4798-2669-8. OCLC:978248815. QID:Q120688857.

#### الدوريات
بالإنكليزية
James Montgomery (2000). "Ibn Faḍlān and the Rūsiyyah". Journal of Arabic and Islamic Studies (بالإنجليزية). 3: 1–25. DOI:10.5617/JAIS.4553. ISSN:1748-3328. OCLC:8028448283. QID:Q120645309.

## وصلات خارجية
- هشام سلام (7 أكتوبر 2021). "ابن فضلان.. بين رسالته الشهيرة ورحلته إلى القطب الشمالي". مركز الدراسات العربية الأوراسية. مؤرشف من الأصل في 29 نوفمبر 2023. اطلع عليه بتاريخ 29 نوفمبر 2023. {{استشهاد ويب}}: تحقق من التاريخ في: |تاريخ الوصول=، |تاريخ=، و|تاريخ أرشيف= (مساعدة)
- وائل عزت معوض (15 رجب 1430هـ = 8 يوليو 2009). "أحمد بن فضلان السفير الرحالة". شبكة الألوكة. مؤرشف من الأصل في 29 نوفمبر 2023. اطلع عليه بتاريخ 29 نوفمبر 2023. {{استشهاد ويب}}: تحقق من التاريخ في: |تاريخ الوصول=، |تاريخ=، و|تاريخ أرشيف= (مساعدة)
- "اكتشاف خريطة رحلة أحمد بن فضلان إلى بلغار الفولجا التترية قبل ألف عام". The Asian. 29 يناير 2013. مؤرشف من الأصل في 29 نوفمبر 2023. اطلع عليه بتاريخ 29 نوفمبر 2023. {{استشهاد ويب}}: تحقق من التاريخ في: |تاريخ الوصول=، |تاريخ=، و|تاريخ أرشيف= (مساعدة)